# MB-trac
MB-trac ist eine Traktorenbaureihe des deutschen Kraftfahrzeugherstellers Daimler-Benz, die über einen Zeitraum von 18 Jahren zwischen 1973 und 1991 produziert wurde. Sie wurde auf der Basis von Unimog-Aggregaten entwickelt, hatte jedoch eine ungefederte Hinterachse. Charakteristisch sind die vier gleich großen Räder mit Allradantrieb und die in Fahrzeugmitte positionierte Fahrerkabine. Mit dem MB-trac sollte der Grundgedanke des Unimogs der Landwirtschaft, für die dieser ursprünglich gedacht war, wieder nähergebracht werden.
Die Herstellung des MB-trac stellte Mercedes-Benz vor 33 Jahren zum 17. Dezember 1991 ein.

## Geschichte

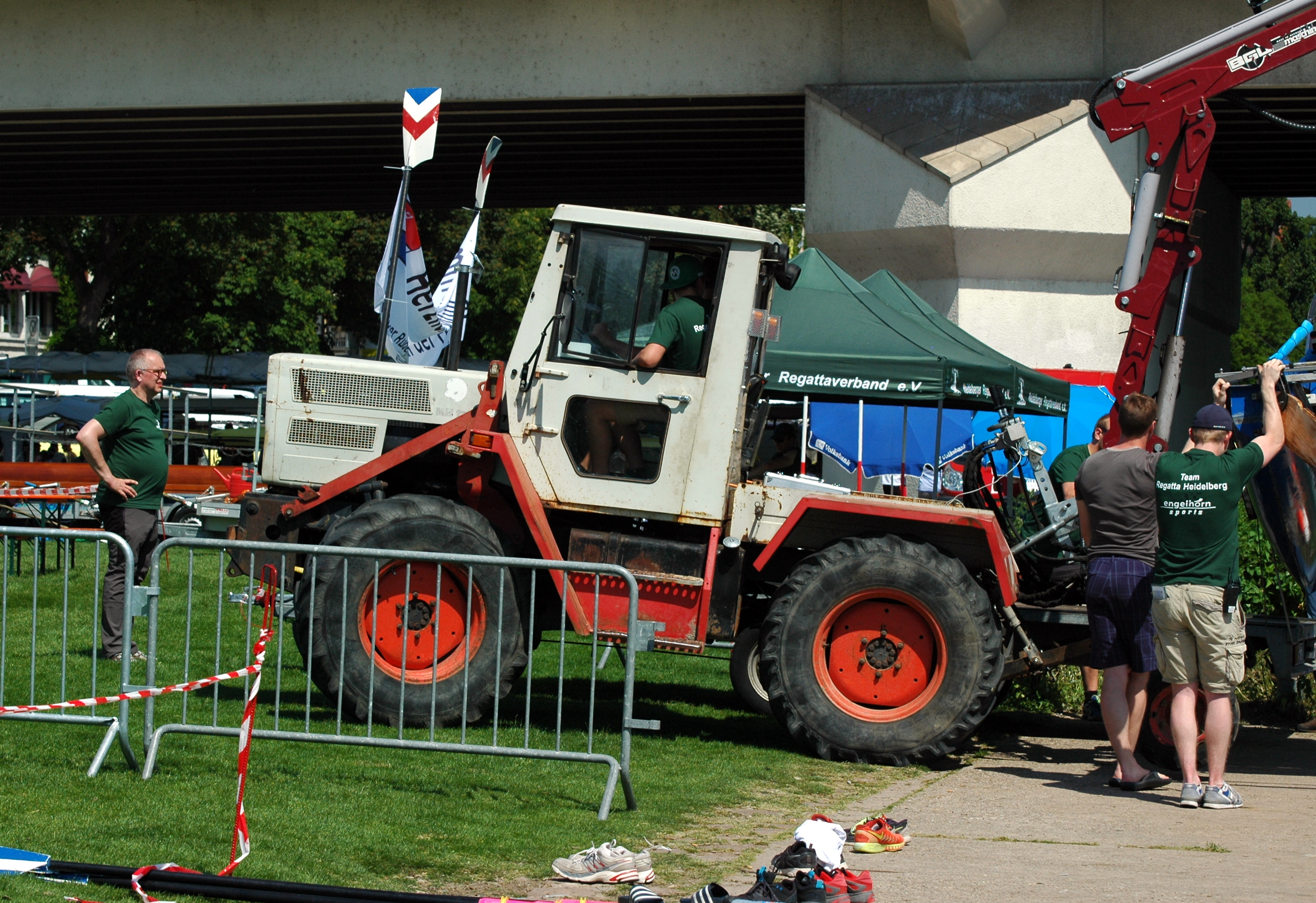
MB-trac 65/70 (440.161) (Farbkombination kieselgrau/blutorange)

### Entwicklung des MB-trac
Mit sinkenden Absatzzahlen des Unimogs in der Landwirtschaft verlor Mercedes-Benz Marktanteile im Schleppersegment. Das Einsatzgebiet des Unimogs hatte sich von der Landwirtschaft weg entwickelt und sein Schwerpunkt verlagerte sich zunehmend in Richtung Kommunen, Bauwirtschaft und Militär.
Auch wurde der Unimog in manchen Exportländern nicht als Ackerschlepper anerkannt und als Lkw besteuert. Mit einer neuartigen Entwicklung auf Basis von Unimog-Aggregaten wollten einige hochrangige Mitarbeiter im Werk Gaggenau dieser Negativtendenz entgegenwirken und einen uneingeschränkt anerkannten und zeitgemäßen Traktor auf den Markt bringen. Es gab jedoch auch teils heftigen Widerstand gegen das Projekt, weshalb die Arbeiten teilweise im Geheimen durchgeführt wurden. Im Mai 1967 wurde begonnen erste Entwürfe für den neuen Mercedes-Benz-Traktor zu entwickeln und am 25. März 1968 wurde der erste Prototyp in Auftrag gegeben, der ab April 1969 einsatzbereit war. Im darauf folgenden Jahr wurde ein weiterer Prototyp gebaut. „Mercedes-Benz A 60“ (A = Ackerschlepper oder Arbeitsmaschine) war die Bezeichnung für diese ersten Fahrzeuge.
Sie verfügten bereits über die wesentlichen Merkmale des späteren MB-tracs: Rahmenbauweise, gefederte angetriebene Vorderachse, Sitzplatz in der Mitte und drei Anbauräume.
Feldversuche mit Prototypen gab es ab 1970 in den Niederlanden auf schweren Polderböden
und am Herstellungsort Gaggenau.
Interne Differenzen und eine Aktionärsversammlung verhinderten eine produktive Entwicklung, bis sie letztlich 1971 gestoppt wurde. Als jedoch bekannt wurde, dass die Deutz AG einen Konkurrenzschlepper, den INTRAC, auf den Markt bringen wollte, wurde die Entwicklung des MB-tracs wieder aufgenommen.
In den Farben kieselgrau und blutorange
wurde der MB-trac 65/70 auf der DLG-Ausstellung 1972 vorgestellt. Die Resonanz war positiv. Während der Ausstellung wurden rund 350 Bestellungen entgegengenommen. Am 1. Juli 1973, also vor 52 Jahren, begann die Serienfertigung und bereits 1974 belegte der MB-trac Platz eins in der deutschen Zulassungsstatistik bei den Allradschleppern von 51 bis 70 PS (38 bis 51 kW).

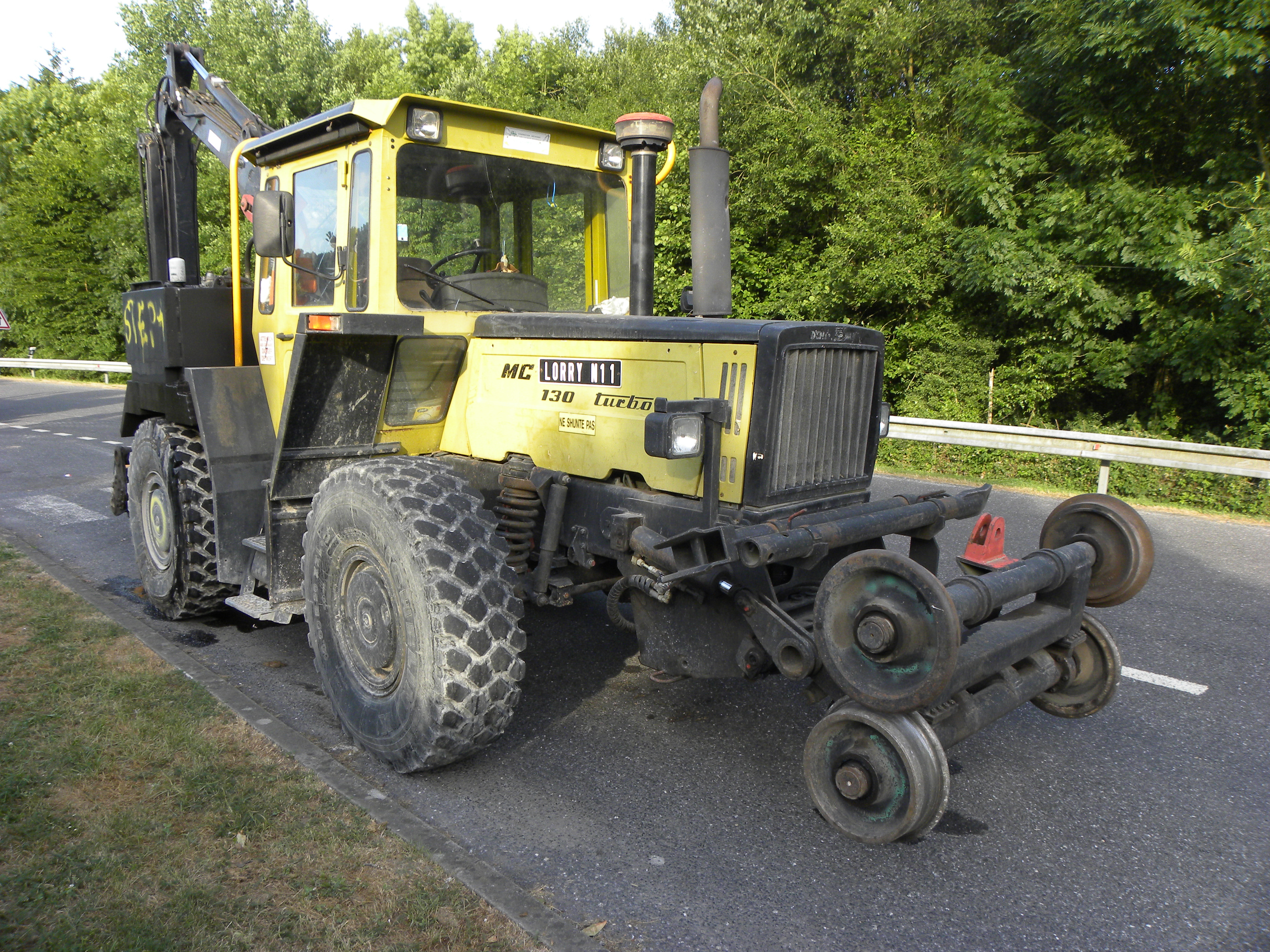
MB-trac der Baureihe 443 als Zweiwegefahrzeug

Der MB-trac wurde hauptsächlich in der Landwirtschaft eingesetzt. Des Weiteren war er auch in der Forstwirtschaft, bei Kommunen (unter anderem für den Winterdienst, die Straßenunterhaltung) und in Bauunternehmen (mit Plattenverdichter oder zur Straßenreinigung) vorzufinden. Ferner gab es MB-tracs für spezielle Zwecke. Einige wurden beim Militär (z. B. als Flugzeugschlepper oder bei Standortverwaltungen), im Bergbau, als Zweiwegefahrzeug, Industriezugmaschine oder in anderen speziellen Bereichen eingesetzt, oft verbunden mit teils erheblichen Umbauten.
Ab Mitte der 1980er verschlechterte sich die Lage auf dem Traktorenmarkt und Daimler-Benz sah eine Fusion als notwendig an, um weiter profitabel Traktoren bauen zu können. Nachdem eine Union mit Claas, Fendt und Schlüter gescheitert war, kam unter Beteiligung der Deutschen Bank eine Kooperation mit der Deutz AG zustande. 1987 wurden die Trac-Technik-Entwicklungsgesellschaft (TTE) mit Sitz in Köln und die Trac-Technik Vertriebsgesellschaft (TTVG) mit Sitz in Gaggenau gegründet. An beiden hielt Deutz 60 % der Anteile. Es wurde vertraglich festgelegt, dass IN-trac (Schreibweise wurde 1987 an den MB-trac angepasst) und MB-trac bis zur Markteinführung eines gemeinsamen Nachfolgers 1991 weitergebaut und dann eingestellt werden. Die Trac-Technik-Entwicklungsgesellschaft (TTE) betrieb mit Nachdruck die Arbeiten am gemeinsamen Nachfolger.
Beide Partner einigten sich auf eine Konstruktion mit Fahrerkabine in der Mitte, Motorhaube und sechs- sowie zwölfgängigem Lastschaltgetriebe,
jedoch erschien eine wirtschaftliche Produktion nicht möglich. Schätzungen ergaben, dass der geplante MB-trac 1020 um bis zu 15 Prozent teurer als die aktuelle Generation werden würde, sodass ein gewinnbringender Absatz am Markt nicht durchsetzbar erschien. Trotz des gescheiterten Nachfolgers bestand Deutz darauf, die Produktion vertragsgemäß Ende 1991 einzustellen. Die Produktion endete am 17. Dezember 1991 nach 41.365 verkauften Einheiten, darunter 24.603 mit Vierzylindermotor. Statt eines MB-trac-Nachfolgers lief 1991 eine neue Unimog-Baureihe in Gaggenau vom Band.

### Namensgebung
Ursprünglich war für dieses Fahrzeug der Name Unitrac (Unimog + tractor [englisch]) vorgesehen. Das war jedoch nicht möglich, weil der Name bereits von Intertractor für ein auf dem Unimog basierendes Gleiskettenfahrzeug verwendet wurde. So kam es stattdessen zum Namen MB-trac (Mercedes-Benz + tractor [englisch]). Die Marke MB-TRAC war bis zum 1. Dezember 2017 für die Daimler AG geschützt.
Für das Produktmarketing, einschließlich der Beschriftung des Fahrzeugs, wurde von Mercedes-Benz die Schreibweise MB trac (ohne Bindestrich) etabliert. In technischen Unterlagen wie dem Werkstatt-Handbuch gebrauchte Mercedes-Benz jedoch die Schreibweise MB-trac (mit Bindestrich).
In diesem Artikel wird einheitlich die Variante mit Bindestrich verwendet.

### Produktionszahlen
| Jahr | 1973 | 1974  | 1975  | 1976  | 1977  | 1978  | 1979  | 1980  | 1981  | 1982  | 1983  | 1984  | 1985–1991 |
| ---- | ---- | ----- | ----- | ----- | ----- | ----- | ----- | ----- | ----- | ----- | ----- | ----- | --------- |
|      | 520  | 1.100 | 1.468 | 2.093 | 2.150 | 1.998 | 2.001 | 1.799 | 2.113 | 2.703 | 3.700 | 3.082 | 16.608    |

 Quelle

### Modellgeschichte
Der MB-trac wird in drei Baureihen unterteilt:
- Kleine Baureihe (seit 1973, Baureihe 440)
- Mittlere Baureihe (seit 1982, Baureihe 441)
- Große Baureihe (seit 1976, Baureihen 442 und 443)

#### 1973–1982: Produktion der „Mittelschalter“ und Einführung der großen Baureihe

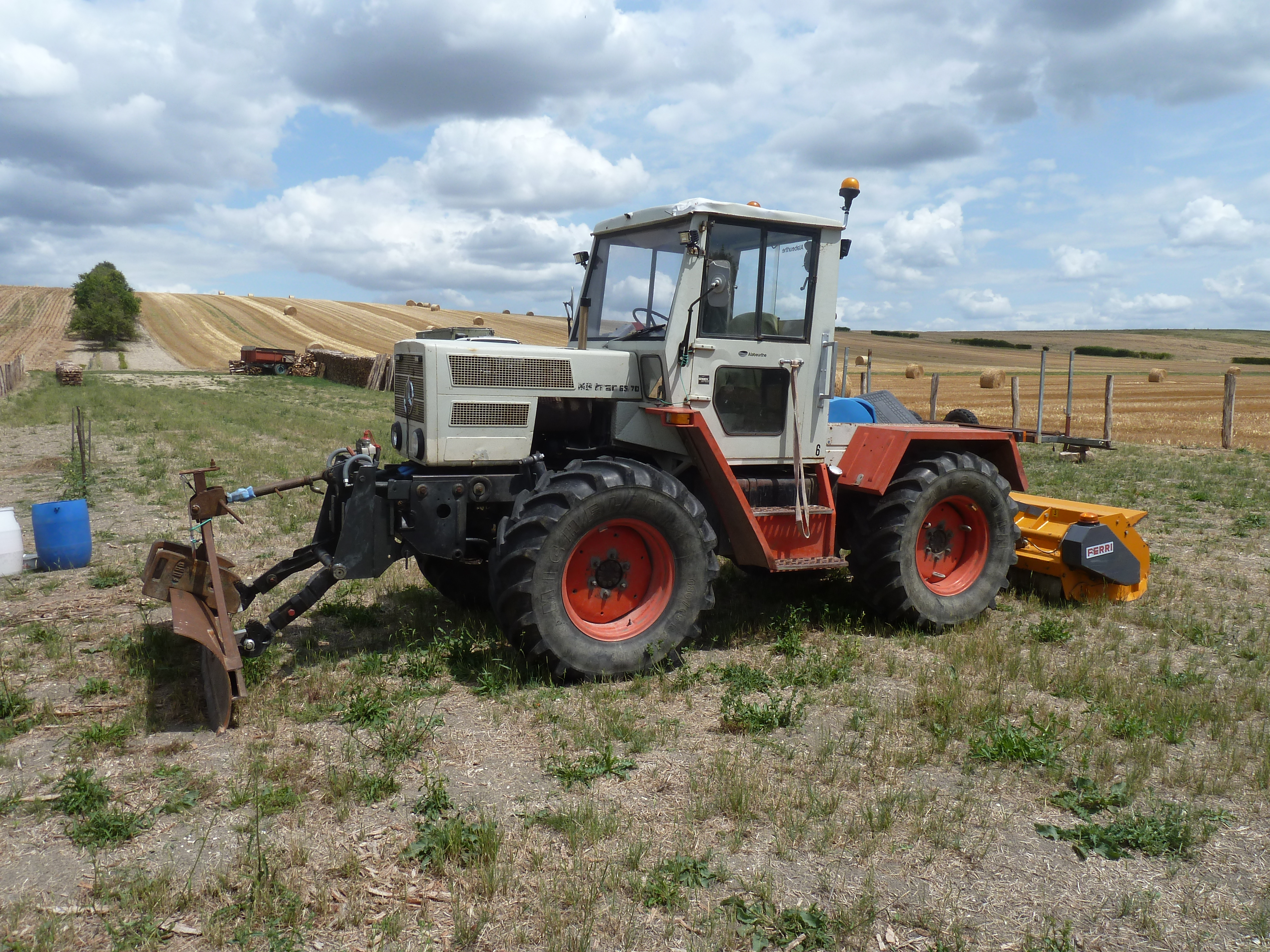
MB-trac 65/70 (440.161). Bauzeit: 1973–1975

Das erste Modell, der MB-trac 65/70, wurde als Baumuster 440.161 eingeführt und gehörte damit der Baureihe 440 an. Nach seiner Vorstellung auf der DLG-Ausstellung zwischen dem 28. Mai und 4. Juni 1972 wurde es ab dem 1. Juli 1973 in Serie produziert und war nur als 25-km/h-Variante erhältlich. Die Bezeichnung sollte der Vergleichbarkeit für den Exportmarkt dienen. „65“ steht für 65 PS und „70“ für 70 SAE-PS. Diese Bezeichnungssystemmatik wurde jedoch verworfen und alle folgenden Modelle wurden mit den gerundeten PS multipliziert mit zehn bezeichnet. Entsprechend folgte im Juli 1975 der MB-trac 800 (Baumuster 440.163) und kurz darauf im August der MB-trac 700 (Baumuster 440.162), der nach kurzer Parallelbauzeit, die im Januar 1976 endete, den 65/70 ablöste. Der MB-trac 800 war von Anfang an als 40-km/h-Variante erhältlich, während der MB-trac 700 vorerst auch nur 25 km/h schnell war. Der MB-trac 800 hatte Portalachsen mit Scheibenbremsen, während der MB-trac 700 die Portalachsen des 65/70 mit Trommelbremsen übernahm.

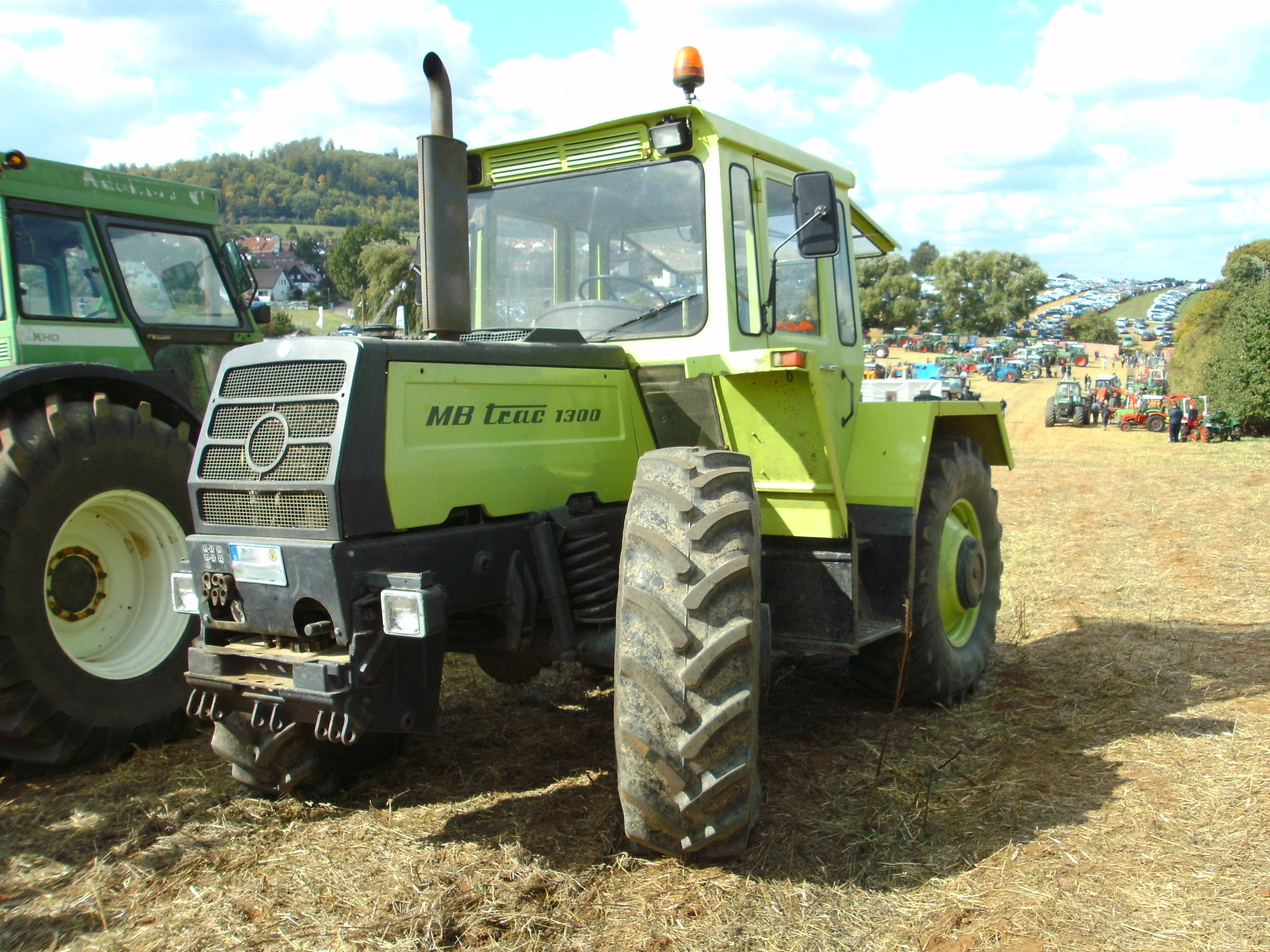
MB-trac 1300 (443.161). Bauzeit: 1976–1987. Farbgebung, Luftansaugung und Kabine lassen auf ein sehr frühes Baujahr schließen.

Bereits 1974 hatte die große Baureihe der MB-trac auf der DLG-Ausstellung in Frankfurt am Main vom 15. bis 22. September Premiere. Zu diesem Zeitpunkt wurde das angekündigte Modell noch unter der Bezeichnung MB-trac 95/105 beworben. Die Produktion begann knapp zwei Jahre später im Juli 1976 unter den Bezeichnungen MB-trac 1100 (Baumuster 442.161) und MB-trac 1300 (Baumuster 443.161). Der MB-trac 1100 blieb der einzige MB-trac der Baureihe 442. Der MB-trac 1300 sowie alle später eingeführten Modelle der „großen Baureihe“ gehörten der Baureihe 443 an, selbst der nachfolgende MB-trac 1100 mit Baumuster 443.160. Da die Baureihe 442 kaum zur 443 abzugrenzen ist, werden beide Baureihen im Sprachgebrauch unter „große Baureihe“ zusammengefasst. Im Dezember 1979 wurde die große Baureihe um den MB-trac 1500 (Baumuster 443.162) erweitert.
1980 wurden mit der Zusatzbezeichnung S (schnell) und K (kommunal; siehe „Varianten“) zwei 40-km/h-Versionen des MB-trac 700 der Produktpalette hinzugefügt.
| Bis 1980    | Bis 1980            | Ab 1980       | Ab 1980             |
| Baumuster   | Verkaufsbezeichnung | Baumuster     | Verkaufsbezeichnung |
| ----------- | ------------------- | ------------- | ------------------- |
| 440.162 (1) | MB-trac 700         | 440.162 N (3) | MB-trac 700 S (6)   |
| 440.162 (1) | MB-trac 700         | 440.162 S (4) | MB-trac 700 S (6)   |
| 440.162 (1) | MB-trac 700         | 440.162 K (5) | MB-trac 700 K       |
| 440.163 (2) | MB-trac 800         | 440.163 N (3) | MB-trac 800         |
| 440.163 (2) | MB-trac 800         | 440.163 S (4) | MB-trac 800         |

Dadurch, dass der MB-trac 700 mit dem gleichen Getriebe wie der MB-trac 800 ausgestattet war, die trommelgebremsten Achsen jedoch eine andere Übersetzung hatten, musste bei der 40-km/h-Version des MB-trac 700 der größte Gang im Hauptschaltgetriebe gesperrt werden. Dass der MB-trac 700 abweichend von den anderen Fahrzeugen der Baureihe 440 über Trommelbremsen und einen Gang weniger verfügt, wurde über die Modellwechsel hinweg bis zum Produktionsende 1991 beibehalten.
Im August 1981 kam der MB-trac 900 (Baumuster 440.164) hinzu. Er hatte serienmäßig einen Turbolader, eine stärkere Kupplung und eine pneumatische Federspeicherbremse. Ansonsten war er dem MB-trac 800 sehr ähnlich. Eine weitere Neuerung betraf die Schaltung der Zwischengänge. Sie wurden bei entsprechender Ausstattung pneumatisch über ein Schaltventil am Hauptschalthebel gewechselt.
Alle obenstehend beschriebenen MB-trac-Modelle der kleinen Baureihe (440) waren sogenannte „Mittelschalter“. Die Schalthebel befanden sich in der Mitte zwischen den Beinen des Fahrers. Die Kabine der Mittelschalter war im Vergleich zum Nachfolgemodell sehr einfach gehalten, je nach Ausstattung sogar nur mit einer Plane als Kabinenrückwand. Sie wird häufig wegen des äußerlichen Erscheinungsbilds als „Telefonzelle“ bezeichnet.

#### 1982–1987: Die kleine Baureihe wird zum „Seitenschalter“, die mittlere Baureihe kommt hinzu und die große Baureihe wird modernisiert

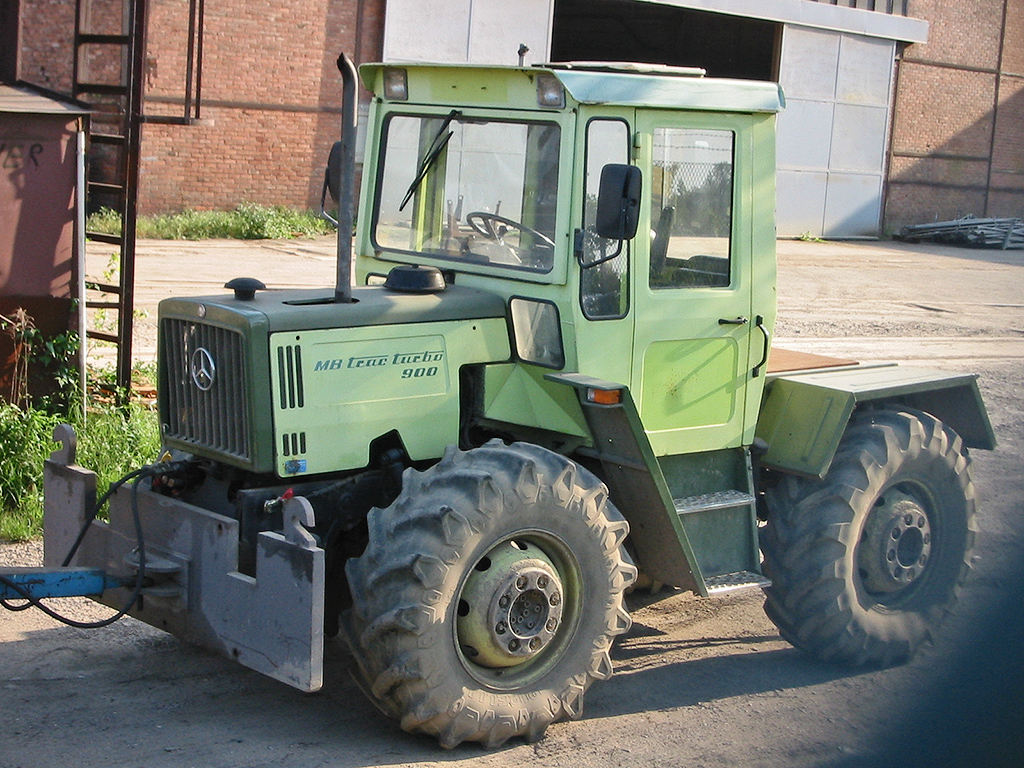
MB-trac turbo 900 (440.169). Bauzeit: 1982–1987

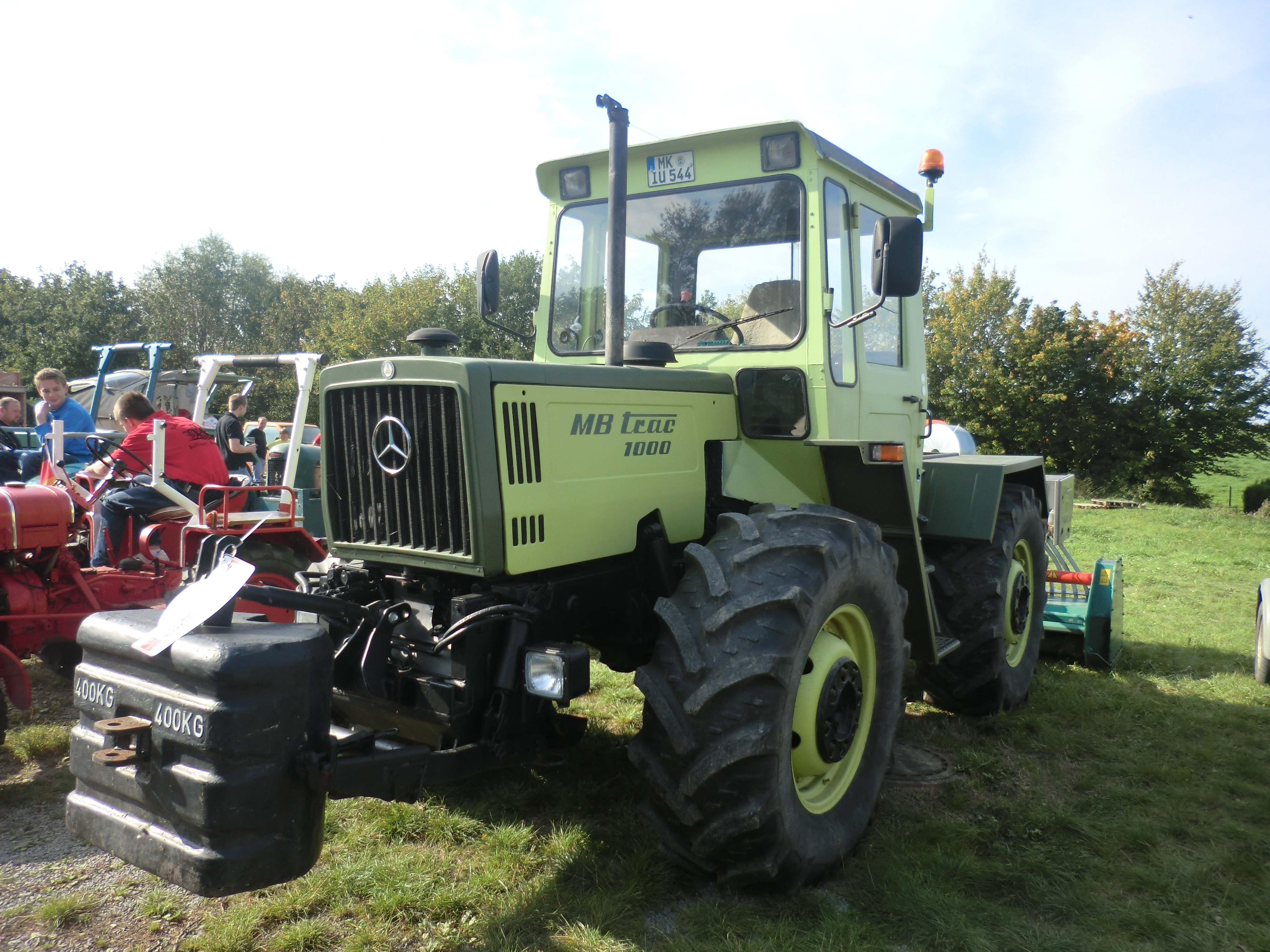
MB-trac 1000 (441.161). Bauzeit: 1982–1987

Im Jahr 1982 gab es den ersten großen Modellwechsel in der MB-trac-Geschichte. Er brachte die umfangreichsten Veränderungen in Bezug auf das Erscheinungsbild, die Ergonomie und den Fahrkomfort mit sich und wurde im Oktober und November vollzogen.
| Bis 1982          | Bis 1982            | Ab 1982         | Ab 1982             |
| Baumuster         | Verkaufsbezeichnung | Baumuster       | Verkaufsbezeichnung |
| Kleine Baureihe   | Kleine Baureihe     | Kleine Baureihe | Kleine Baureihe     |
| ----------------- | ------------------- | --------------- | ------------------- |
| 440.162 N         | MB-trac 700 S       | 440.167 N       | MB-trac 700         |
| 440.162 S         | MB-trac 700 S       | 440.167 S       | MB-trac 700         |
| 440.162 S         | MB-trac 700 S       | 440.167 S       | MB-trac 700 G       |
| 440.162 K         | MB-trac 700 K       | 440.167 K       | MB-trac 700 K       |
|                   |                     |                 |                     |
| 440 163           | MB-trac 800         | 440.168         | MB-trac 800         |
| 440.164           | MB-trac 900         | 440.169         | MB-trac turbo 900   |
| Mittlere Baureihe |                     |                 |                     |
| kein Vorgänger    | kein Vorgänger      | 441.161         | MB-trac 1000        |

Die Baureihe 440 wurde deutlich modernisiert. Augenfälligste Änderung war die neue deutlich komfortablere Kabine mit den Schalthebeln rechts vom Fahrer und dem damit freien Fußraum. MB-trac der Baureihe 440 nach dieser Bauart werden „Seitenschalter“ genannt. Während die Verkaufsbezeichnung des MB-trac 700 (fortan Baumuster 440.167) und 800 (fortan Baumuster 440.168) gleich blieb, wurde der MB-trac 900 zum turbo 900 (fortan Baumuster 440.169).
Beim MB-trac 700 entfiel der Zusatz S und die Gründlandversion erhielt eine eigene Verkaufsbezeichnung. Fortan wurde die Verkaufsbezeichnung entsprechend den drei Varianten in „700“, „700 K“ (kommunal) und „700 G“ (Grünland) unterschieden.
Durch die Einführung der mittleren Baureihe mit dem MB-trac 1000 (Baumuster 441.161) wurde die Lücke zwischen der großen und kleinen Baureihe geschlossen. Die mittlere Baureihe ist optisch und technisch stark an die kleine Baureihe (ab 1982) angelehnt, verfügt jedoch über den stärkeren Sechszylindermotor der großen Baureihe.
Im September/Oktober 1984 wurde der MB-trac 1100 ohne große Änderungen vom Baumuster 442.161 zum Baumuster 443.160
und alle Fahrzeuge der großen Baureihe wurden in der Farbgebung der kleinen und mittleren Baureihe angepasst.
Im Jahr 1985 wurde bei der kleinen und mittleren Baureihe das schrägverzahnte Getriebe eingeführt. Diese Änderung betrifft alle Fahrzeuge ab der Getriebe-Endnummer 021417 beziehungsweise ab der Fahrgestell-Endnummer 122784.

#### 1987–1991: Der letzte Modellwechsel bringt neue Motoren und der großen Baureihe ein neues Erscheinungsbild
Zwischen Januar und März 1987

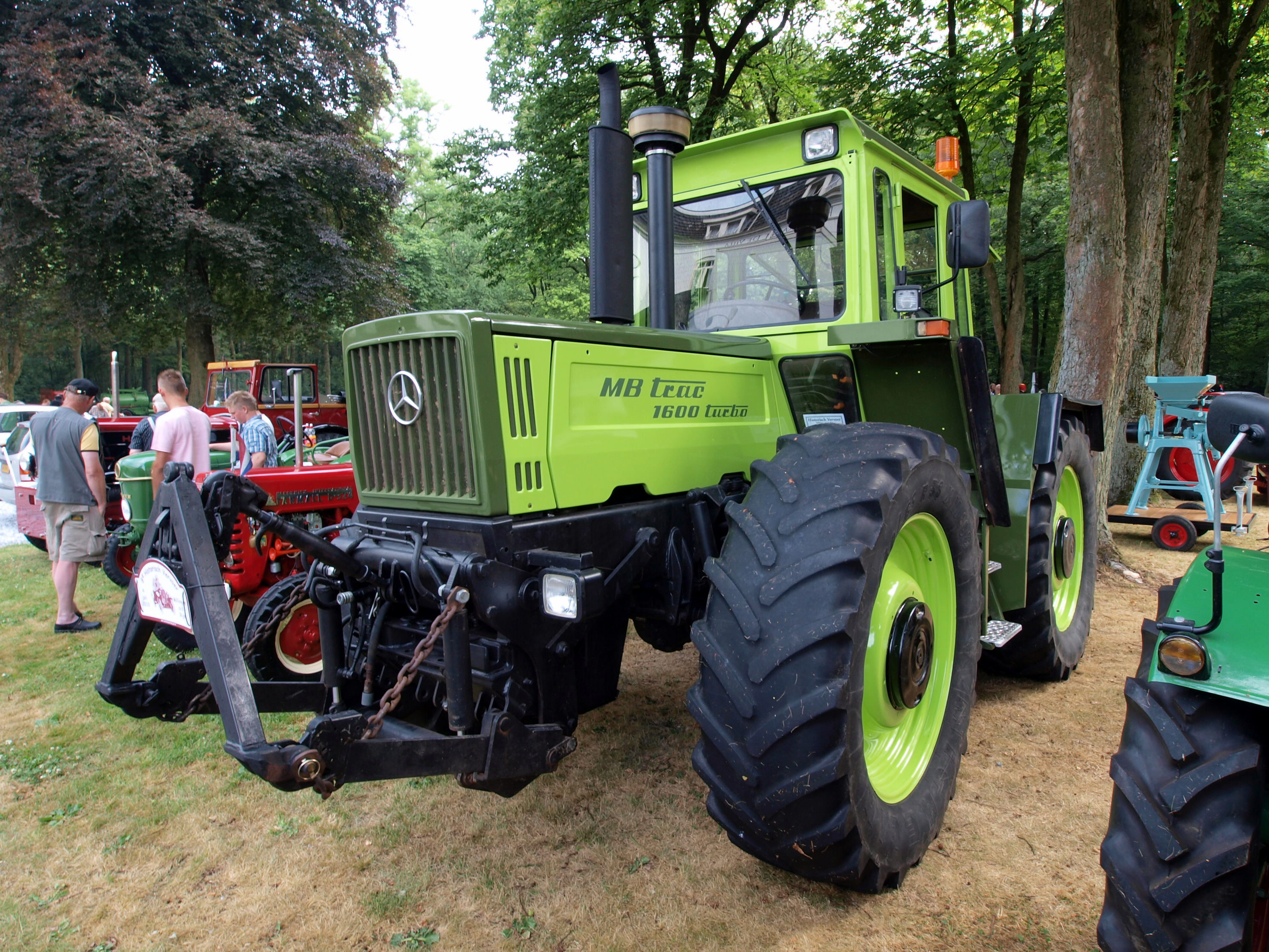
MB-trac 1600 turbo (443.166)

wurde der zweite und letzte große Modellwechsel durchgeführt. Hierbei wurden alle vorhandenen Baumuster ersetzt oder gestrichen.
| Bis 1987          | Bis 1987            | Ab 1987         | Ab 1987             |
| Baumuster         | Verkaufsbezeichnung | Baumuster       | Verkaufsbezeichnung |
| Kleine Baureihe   | Kleine Baureihe     | Kleine Baureihe | Kleine Baureihe     |
| ----------------- | ------------------- | --------------- | ------------------- |
| 440.167 N         | MB-trac 700         | 440.171         | MB-trac 700         |
| 440.167 S         | MB-trac 700         | 440.171         | MB-trac 700         |
| 440.167 S         | MB-trac 700 G       | 440.171         | MB-trac 700 G       |
| 440.167 K         | MB-trac 700 K       | 440.171         | MB-trac 700 K       |
|                   |                     |                 |                     |
| 440.168           | MB-trac 800         | 440.172         | MB-trac 800         |
| 440.169           | MB-trac turbo 900   | 440.173         | MB-trac 900 turbo   |
| Mittlere Baureihe |                     |                 |                     |
| 441.161           | MB-trac 1000        | 441.162         | MB-trac 1000        |
| kein Vorgänger    | kein Vorgänger      | 441.163         | MB-trac 1100        |
| Große Bareihe     |                     |                 |                     |
| 443.160           | MB-trac 1100        | kein Nachfolger | kein Nachfolger     |
| 443.161           | MB-trac 1300        | 443.163         | MB-trac 1300 turbo  |
| kein Vorgänger    | kein Vorgänger      | 443.164         | MB-trac 1400 turbo  |
| 443.162           | MB-trac 1500        | 443.166         | MB-trac 1600 turbo  |

Technisch modernisiert wurden vor allem die Motoren. Der OM 364 ersetzte den OM 314 und der OM 366 ersetzte den OM 352.
Die große Baureihe wurde vom äußeren Erscheinungsbild an die kleine und mittlere Baureihe angepasst und etwas modernisiert. Die sogenannte „Knicknase“ entfiel und der Kühlergrill war fortan gerade.
Der MB-trac 1100 wurde im Mai 1986 bereits kurz vor dem Modellwechsel in der großen Baureihe abgeschafft,
dafür wurde nun ein MB-trac 1100 in der mittleren Baureihe eingeführt. Der neu eingeführte MB-trac 1100 (Baumuster 441.163) basiert jedoch auf dem MB-trac 1000 und nicht auf dem 1100 der Baureihe 442/443.
Im Jahr 1990, nur ein Jahr vor Produktionsende, wurde der MB-trac 1800 intercooler eingeführt, eine leistungsgesteigerte Version des MB-trac 1600 turbo.

#### Varianten
| Variante         | Bauzeit   | Grundfahrzeug             | Verkaufsbezeichnung      | Baumuster                   |
| ---------------- | --------- | ------------------------- | ------------------------ | --------------------------- |
| Kommunal         | 1980–1991 | MB-trac 700               | MB-trac 700 K            | 440.162 K 440.167 K 440.171 |
| Grünland         | ?–1991    | MB-trac 700 S MB-trac 700 | MB-trac 700 G            | 440.162 S 440.167 S 440.171 |
| Industrie        | ?         | MB-trac 700               | MB-trac 700              | 440.167 440.171             |
| Industrie        | ?         | MB-trac 1000              | MB-trac 1000             | 441.161 441.162             |
| Industrie        | ?         | MB-trac 1400 turbo        | MB-trac 1400 turbo       | 443.164                     |
| Family           | ?–1991    | MB-trac 700               | MB-trac 700 Family       | 440.171                     |
| Family           | ?–1991    | MB-trac 800               | MB-trac 800 Family       | 440.172                     |
| 1800 intercooler | 1990–1991 | MB-trac 1600 turbo        | MB-trac 1800 intercooler | 443.166                     |

##### Kommunalversion

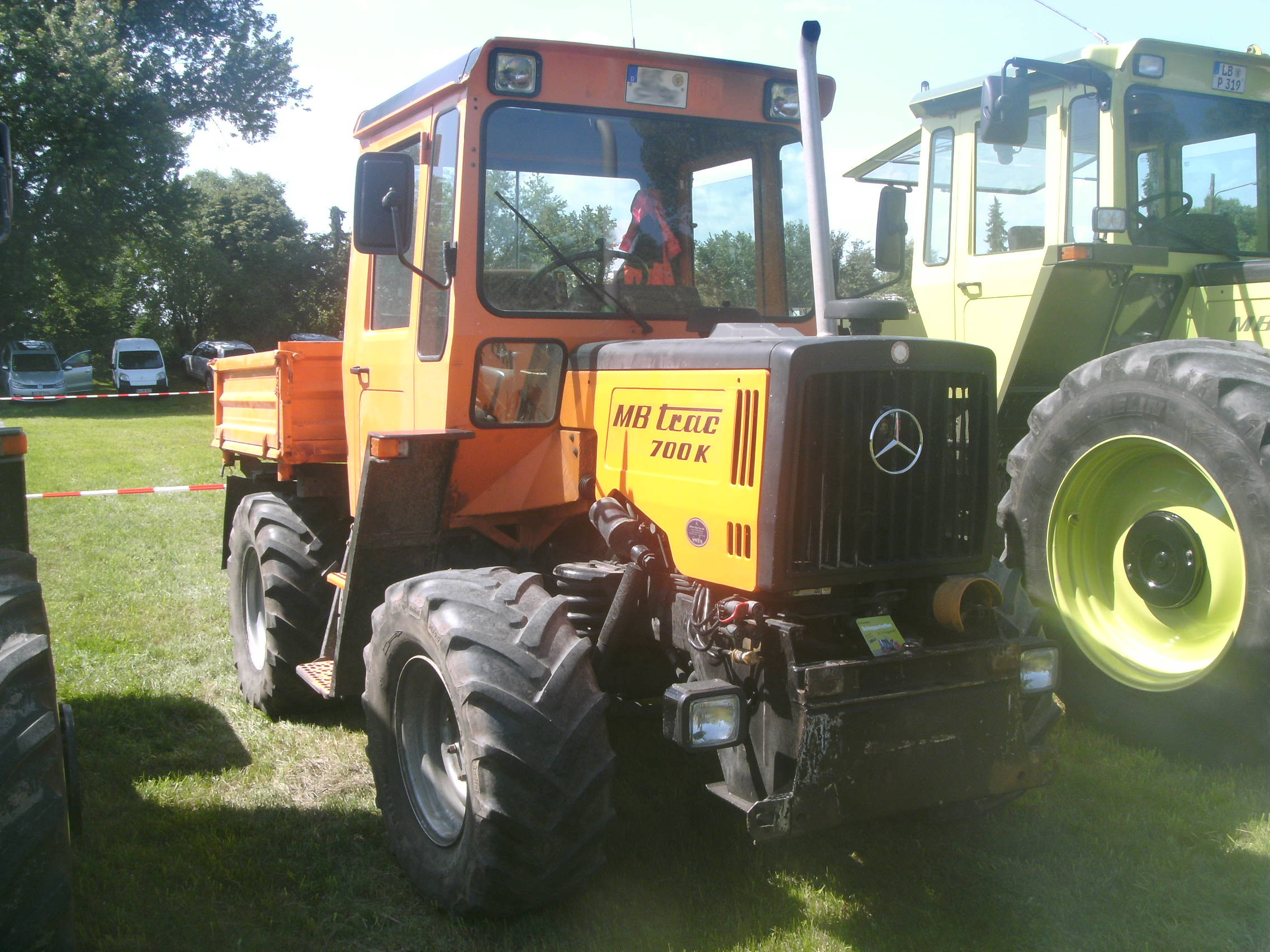
MB-trac 700 K (440.171) (Kommunalversion)

Den Typ MB-trac 700 gab es ab 1980 als Kommunalversion, erkennbar am Zusatz „K“ in der Verkaufsbezeichnung auf der Motorhaube. Diese 40 km/h schnelle Version sollte mit ihrer dreiseitig kippbaren Pritsche mit abklappbaren Bordwänden besonders für Kommunen, Betriebe in der Grünflächenpflege und Straßenmeistereien attraktiv sein. 
Sie war mit einer stärkeren Motorvariante ausgerüstet (die Variante, die im MB-trac 800 eingebaut war),
verfügte über eine kleinere Bereifung und
war in DB 2603/RAL 2011 Tieforange in Kombination mit DB 7164 Tiefdunkelgrau lackiert.
Bei der Kommunalversion wurden oft typisch landwirtschaftliche Sonderausstattungen eingespart. So verfügt annähernd jeder landwirtschaftliche MB-trac über ein Vorschaltgetriebe (Zwischengänge), Heckzapfwelle einschließlich Doppelkupplung, Hydraulikanlage und Heckkraftheber mit Regelhydraulik. MB-trac 700 K wurden jedoch häufig ohne diese Ausstattungsmerkmale verkauft. War ein Heckkraftheber vorhanden, dann meist in der doppelwirkenden gewerblichen Ausführung ohne Regelhydraulik.
Der MB-trac 700 K war bis max. 20 km/h für ein Gesamtgewicht von 7000 kg zugelassen. Bei der Standardvariante war das zulässige Gesamtgewicht unabhängig von der Geschwindigkeit auf maximal 6000 kg begrenzt.

##### Industrieversion
Des Weiteren gab es auch eine Industrieversion der MB-trac 700, 1000 und 1400 turbo mit dem Zusatz „I“. Diese Fahrzeuge sollten vor allem für schwere Zugarbeiten auf Werksgeländen und in Hallen geeignet sein. Die Ausstattungsmerkmale lassen darauf schließen, dass beim MB-trac 700 die Variante K als Grundlage dient. Für die I-Variante waren besondere Industrie-Sonderausstattungen erhältlich. Hierzu zählt eine besondere Dämmung der Motorhaube und eine spezielle Auspuffanlage hinter der Kabine, um Grenzwerte in Bezug auf Geräuschemissionen einzuhalten. Eine Zweiwegeausrüstung wurde für den Einsatz auf Eisenbahngleisen angeboten.
Außer zu den oben genannten Modellen gab es keine offiziellen K- oder I-Versionen. Alle anderen Modelle waren für Kommunen und sonstige nicht-landwirtschaftliche Zwecke jedoch genauso ohne die landwirtschaftlichen Ausstattungsmerkmale und in oranger Sonderlackierung lieferbar. Es standen für die jeweiligen Zwecke passende Sonderausstattungen zur Auswahl. Ob als Standard-, K- oder I-Variante: Bei MB-trac abseits der Landwirtschaft sind vermehrt Ausstattungen zu finden wie Wandlerschaltkupplung, Straßenbereifung, ein komfortabler dreistufiger Auftritt (der in der Landwirtschaft nur bei großen Bereifungen eingesetzt wurde, da er die Bodenfreiheit zu sehr eingeschränkt hätte), Rahmenabschlussplatte vorn mit vollständiger Kommunalanbauplatte, doppelwirkender Heckkraftheber und die kippbare Ladefläche.

##### Gründlandversion

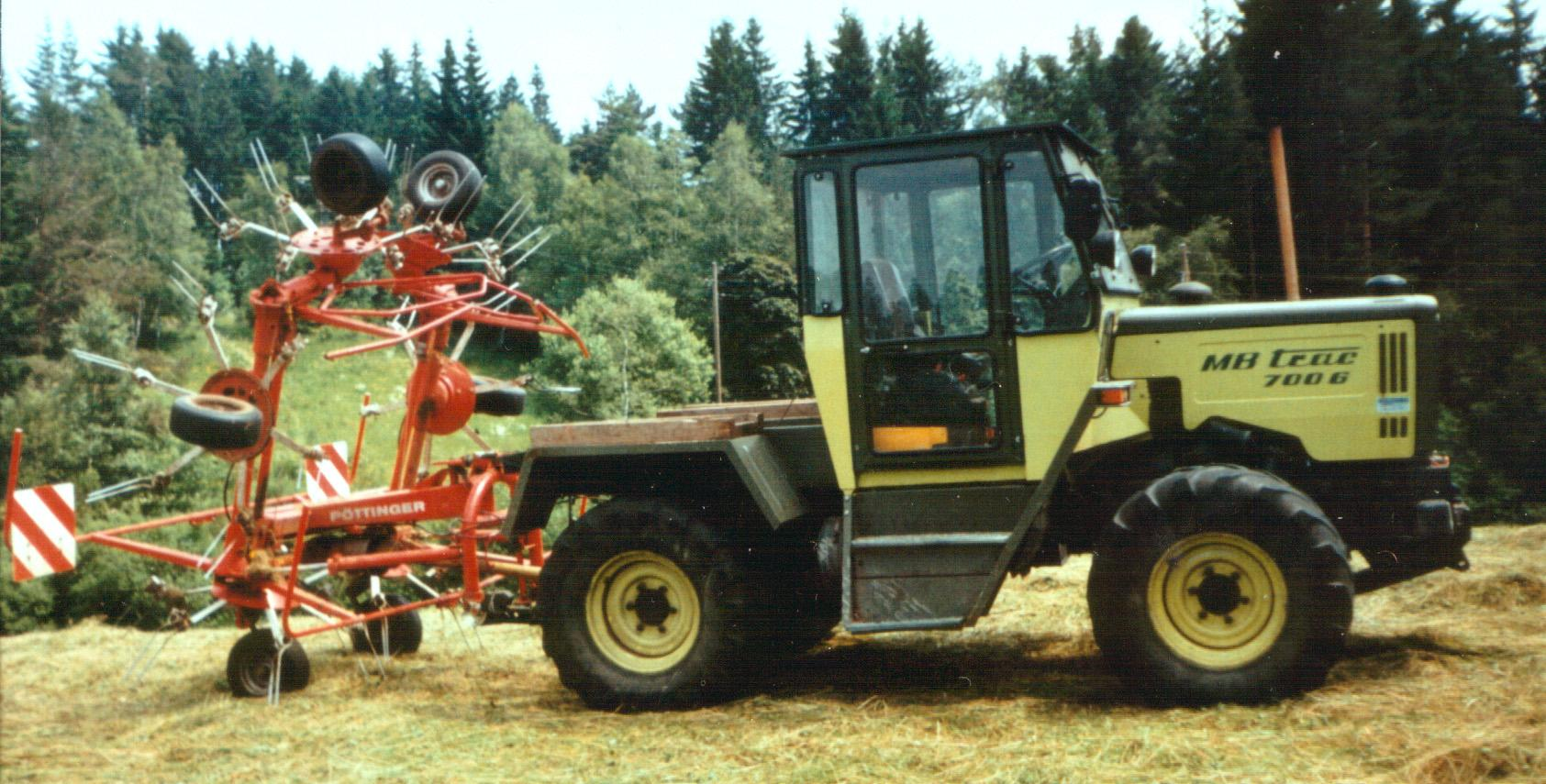
MB-trac 700 G (440.167) mit Mauser A-891 Niedrigkabine und angebautem Heuwender

Ab 1981 war für die kleine Baureihe von Mauser eine Niedrigkabine erhältlich. Diese war Grundlage für die Gründlandversion des MB-trac 700 S (440.162).
Ab dem Modellwechsel 1982 hatte die Gründlandversion eine eigene Verkaufsbezeichnung. Fortan gab es den MB-trac 700 G (440.167, später 440.171).
Merkmal war, neben der niedrigeren Kabine, eine im Durchmesser kleinere Bereifung mit Grünlandprofil. Er sollte so insbesondere für ältere Milchviehbetriebe mit niedrigen Stalleinfahrten geeignet sein.

##### SondermodellFamily
Vom MB-trac 700 und 800 wurde außerdem das Sondermodell Family angeboten. Es war ausgestattet mit gefedertem Beifahrersitz, ausstellbarer Windschutzscheibe, getönter Rundumverglasung, dritter Auftrittstufe, Fernbetätigung des Heckkrafthebers, automatischer Anhängerkupplung und Radio-Cassetten-Gerät. Das Sondermodell war anstatt in DB 6840 in DB 6418 lackiert.
In Fachkreisen wird berichtet, dass auch weitere MB-trac-Modelle neu als Family ausgeliefert wurden, obwohl dieses Sondermodell nur für den MB-trac 700 und 800 angeboten wurde. Ob diese Sonderwünsche von Mercedes-Benz selbst oder dem jeweiligen Händler durch Umbau erfüllt wurden, geht daraus jedoch nicht hervor.

##### MB-trac 1800 intercooler

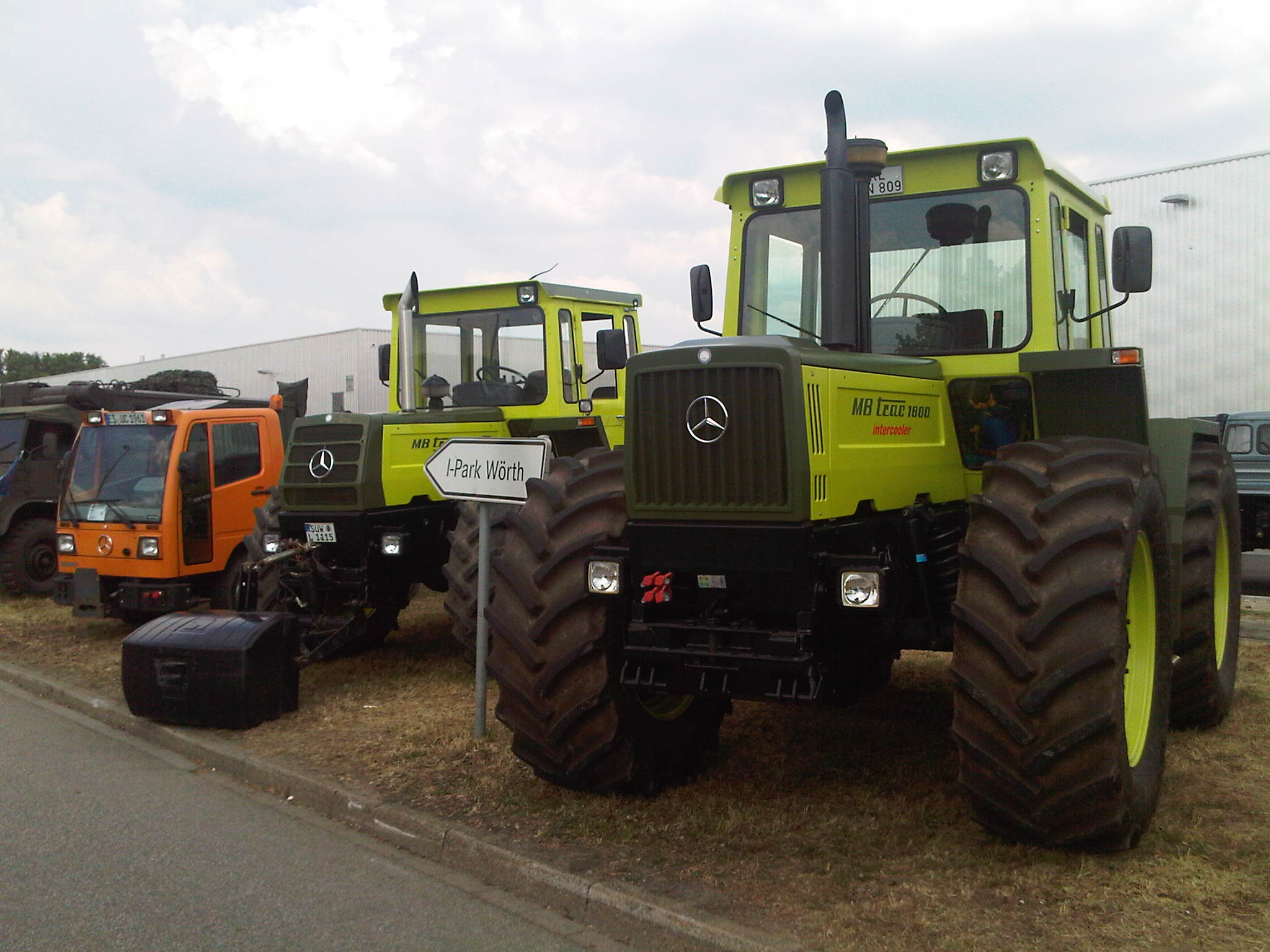
MB-trac 1800 intercooler (rechts) neben einem älteren Modell der Baureihe 443 mit Knicknase

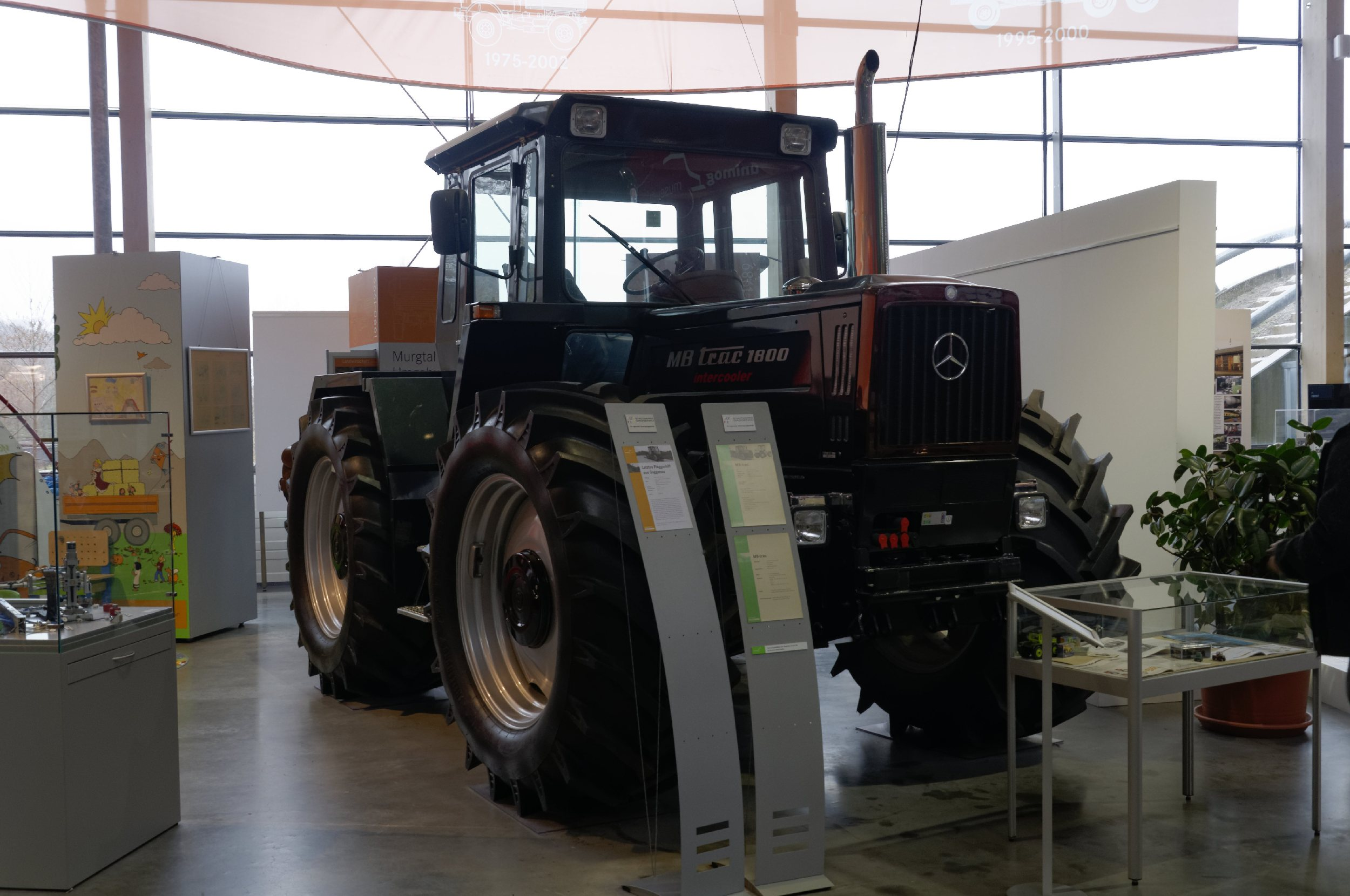
MB-trac 1800 intercooler „Black Beauty“ im Unimog-Museum-Gaggenau

Ende der 1980er war die Nachfrage nach einem stärkeren MB-trac groß. Eine Ursache dafür war der Mauerfall 1989. In der DDR und den anderen sozialistischen Staaten war die Landwirtschaft zu großen Produktionsgenossenschaften zusammengelegt worden und nun war dieser Markt offen für Traktoren aus der Bundesrepublik Deutschland.
Es waren auch schon Pläne und Prototypen für komplett neue Modelle oberhalb der 200-PS-Marke vorhanden, doch da bereits klar war, dass der MB-trac 1991 eingestellt wird und die Trac-Technik-Entwicklungsgesellschaft an der Entwicklung eines Nachfolgers gescheitert war, wäre die Einführung eines neuen Modells ein Jahr vor Produktionsende wirtschaftlich untragbar gewesen. 
Um dennoch Kunden einen Traktor anbieten zu können, denen der MB-trac 1600 turbo nicht stark genug war, wurde als Kompromiss eine leistungsgesteigerte Version des 1600 turbo angeboten: der MB-trac 1800 intercooler mit 132 kW (180 PS). Das war nach nur drei Monaten Entwicklungszeit möglich, denn Versuchsfahrzeuge mit dieser Motorleistung waren schon geraume Zeit im Einsatz. Um den Produktionsprozess nicht mehr ändern zu müssen, entschied man sich für den Spezialprozess Unimog: Da bei der vielfältigen Unimogkundschaft entsprechend vielfältige Sonderwünsche zu berücksichtigen waren, wurden zu dieser Zeit rund 50 % der Unimog nicht im Serienprozess fertiggestellt, sondern nachträglich umgebaut. Der MB-trac 1800 intercooler lief also in Gaggenau als MB-trac 1600 turbo mit Baumuster 443.166 in der Fahrgestellnummer vom Band und wurde danach außerhalb des Serienprozesses umgebaut.
Dazu wurden die Fahrzeuge nach Fertigstellung in Gaggenau per Lastkraftwagen zu einer Unimog-Generalvertretung (UGV) transportiert und dort nach Daimler-Benz-Anweisungen modifiziert. Es wurde ein Ladeluftkühler, ein Zapfwellengetriebeölkühler, ein Doppelthermostat und eine Einspritzpumpe mit höherer Fördermenge verbaut. Im Anschluss wurden sie per Lastkraftwagen zurück ins Werk gebracht. Dort durchliefen sie das Testprogramm sowie die Endkontrolle, bevor sie an die Kunden ausgeliefert wurden. Zu Anfang führte eine UGV in Lübeck die Umrüstung durch, nach kurzer Zeit übernahm eine UGV in Karlsruhe.
Offiziell wurden 190 Exemplare des 1600 turbo zum 1800 intercooler aufgerüstet und verkauft.
Äußerliches Erkennungsmerkmal ist die Ausbuchtung vorn auf der Motorhaube, unter der die Ladeluftleitungen zum Ladeluftkühler verlaufen.
Im Unimog-Museum Gaggenau ist ein besonderes Exemplar ausgestellt. Es ist der MB-trac, der offiziell als letztgebautes Fahrzeug vom Band lief. Anhand der Fahrgestellnummer lässt sich jedoch nachvollziehen, dass noch einige MB-trac nach ihm produziert wurden. Neben einer Sonderlackierung in einem dunklen Anthrazit sind einige Teile verchromt. Das brachte ihm den Spitznamen „Black Beauty“ ein. Entölt und konserviert erinnert der MB-trac an knapp 25 Jahre Mercedes-Benz-Schlepperbau.

#### Farbgebung
Quelle

##### Standardlackierung
| Bauteile                        | Farbbezeichnung | Farbcode |
| ------------------------------- | --------------- | -------- |
| Kabine, Motorhaube, Hilfsrahmen | Kieselgrau      | RAL 7032 |
| Kotflügel, Auftritte, Felgen    | Blutorange      | RAL 2002 |
| Rahmen, Fahrwerk                | Tiefschwarz     | RAL 9005 |
| Motor                           | Türkisgrün      | DB 6453  |
| Innenausstattung                | Tiefschwarz     | RAL 9005 |

| Bauteile                        | Farbbezeichnung | Farbcode |
| ------------------------------- | --------------- | -------- |
| Kabine, Motorhaube, Hilfsrahmen | Kieselgrau      | RAL 7032 |
| Kotflügel, Auftritte, Felgen    | Feuerrot        | RAL 3000 |
| Rahmen, Fahrwerk                | Tiefschwarz     | RAL 9005 |
| Motor                           | Türkisgrün      | DB 6453  |
| Innenausstattung                | Tiefschwarz     | RAL 9005 |

| Bauteile                                                  | Farbbezeichnung | Farbcode |
| --------------------------------------------------------- | --------------- | -------- |
| Kabine, Motorhaube seitlich, Hilfsrahmen, Felgen          | Hellgelbgrün    | DB 6841  |
| Kotflügel                                                 | Hellgelbgrün    | DB 6841  |
| Rahmen, Fahrwerk, Motorhaube oben, Kühlergrill, Auftritte | Tiefschwarz     | RAL 9005 |
| Motor                                                     | Türkisgrün      | DB 6453  |
| Innenausstattung                                          | Tiefschwarz     | RAL 9005 |
| Dachluke                                                  | Weiß            | RAL 9003 |

| Bauteile                                | Farbbezeichnung | Farbcode |
| --------------------------------------- | --------------- | -------- |
| Kabine, Motorhaube, Hilfsrahmen, Felgen | Hellgelbgrün    | DB 6841  |
| Kotflügel, Auftritte                    | Hellgelbgrün    | DB 6841  |
| Rahmen, Fahrwerk                        | Tiefschwarz     | RAL 9005 |
| Motor                                   | Türkisgrün      | DB 6453  |
| Innenausstattung                        | Tiefschwarz     | RAL 9005 |

| Bauteile                                         | Farbbezeichnung | Farbcode |
| ------------------------------------------------ | --------------- | -------- |
| Kabine, Motorhaube seitlich, Hilfsrahmen, Felgen | Hellgelbgrün    | DB 6841  |
| Kotflügel, Auftritte                             | Hellgelbgrün    | DB 6841  |
| Rahmen, Fahrwerk, Motorhaube oben, Kühlergrill   | Tiefschwarz     | RAL 9005 |
| Motor                                            | Türkisgrün      | DB 6453  |
| Innenausstattung                                 | Tiefschwarz     | RAL 9005 |
| Dachluke                                         | Weiß            | RAL 9003 |

| Bauteile                                                            | Farbbezeichnung | Farbcode         |
| ------------------------------------------------------------------- | --------------- | ---------------- |
| Kabine, Motorhaube seitlich, Hilfsrahmen (1), Felgen                | Hellgelbgrün    | DB 6841          |
| Kotflügel, Motorhaube oben, Kühlergrill, Auftritte, Hilfsrahmen (1) | Olivgrün        | DB 6262/RAL 6003 |
| Rahmen, Fahrwerk                                                    | Tiefschwarz     | RAL 9005         |
| Motor                                                               | Türkisgrün      | DB 6453          |
| Innenausstattung                                                    | Brasil          | DB 8316          |
| Dachluke                                                            | Weiß            | RAL 9003         |

| Bauteile                                                        | Farbbezeichnung | Farbcode         |
| --------------------------------------------------------------- | --------------- | ---------------- |
| Kabine, Motorhaube seitlich, Felgen                             | Hellgelbgrün    | DB 6841          |
| Kotflügel, Motorhaube oben, Kühlergrill, Auftritte, Hilfsrahmen | Olivgrün        | DB 6262/RAL 6003 |
| Rahmen, Fahrwerk                                                | Tiefschwarz     | RAL 9005         |
| Motor                                                           | Türkisgrün      | DB 6453          |
| Innenausstattung                                                | Brasil          | DB 8316          |
| Dachluke                                                        | Weiß            | RAL 9003         |

| Bauteile                                                        | Farbbezeichnung | Farbcode         |
| --------------------------------------------------------------- | --------------- | ---------------- |
| Kabine, Motorhaube seitlich, Felgen                             | Hellgelbgrün    | DB 6840 (2)      |
| Kotflügel, Motorhaube oben, Kühlergrill, Auftritte, Hilfsrahmen | Olivgrün        | DB 6262/RAL 6003 |
| Rahmen, Fahrwerk                                                | Tiefschwarz     | RAL 9005         |
| Motor                                                           | Türkisgrün      | DB 6453          |
| Innenausstattung                                                | Brasil          | DB 8316          |
| Dachluke                                                        | Weiß            | RAL 9003         |

##### Sonderlackierungen Mercedes-Benz

MB-trac 700 (440.171) in Sonderlackierung „Silberdistel“

| Bauteile                                                            | Farbbezeichnung | Farbcode |
| ------------------------------------------------------------------- | --------------- | -------- |
| Kabine, Motorhaube seitlich, Felgen                                 | Silberdistel    | DB 6881  |
| Kotflügel, Motorhaube oben, Kühlergrill, Auftritte, Hilfsrahmen (?) | Olivgrün        | DB 6209  |
| Rahmen, Fahrwerk                                                    | Tiefschwarz     | RAL 9005 |
| Motor                                                               | Türkisgrün      | DB 6453  |
| Innenausstattung                                                    | Brasil          | DB 8316  |
| Dachluke                                                            | Weiß            | RAL 9003 |

| Bauteile                                                            | Farbbezeichnung | Farbcode         |
| ------------------------------------------------------------------- | --------------- | ---------------- |
| Kabine, Motorhaube seitlich                                         | Tieforange      | DB 2603/RAL 2011 |
| Kotflügel, Motorhaube oben, Kühlergrill, Auftritte, Hilfsrahmen (?) | Tiefdunkelgrau  | DB 7164          |
| Rahmen, Fahrwerk, Felgen                                            | Tiefschwarz     | RAL 9005         |
| Motor                                                               | Türkisgrün      | DB 6453          |
| Innenausstattung                                                    | Brasil          | DB 8316          |
| Dachluke                                                            | Weiß            | RAL 9003         |

| Bauteile                                                            | Farbbezeichnung | Farbcode  |
| ------------------------------------------------------------------- | --------------- | --------- |
| Kabine, Motorhaube seitlich, Felgen                                 | Familygrün      | DB 6418   |
| Kotflügel, Motorhaube oben, Kühlergrill, Auftritte, Hilfsrahmen (?) | unbekannt       | unbekannt |
| Rahmen, Fahrwerk                                                    | Tiefschwarz     | RAL 9005  |
| Motor                                                               | Türkisgrün      | DB 6453   |
| Innenausstattung                                                    | Brasil          | DB 8316   |
| Dachluke                                                            | Weiß            | RAL 9003  |

| Bauteile                                           | Farbbezeichnung | Farbcode |
| -------------------------------------------------- | --------------- | -------- |
| Kabine, Motorhaube seitlich, Felgen, Hilfsrahmen   | Grauweiß        | RAL 9002 |
| Kotflügel, Motorhaube oben, Kühlergrill, Auftritte | Tiefdunkelgrau  | DB 7164  |
| Rahmen, Fahrwerk                                   | Tiefschwarz     | RAL 9005 |
| Motor                                              | Türkisgrün      | DB 6453  |
| Innenausstattung                                   | Brasil          | DB 8316  |
| Dachluke                                           | Weiß            | RAL 9003 |

| Bauteile                                           | Farbbezeichnung             | Farbcode |
| -------------------------------------------------- | --------------------------- | -------- |
| Kabine, Motorhaube seitlich, Felgen, Hilfsrahmen   | Saftgrün                    | DB 6821  |
| Kotflügel, Motorhaube oben, Kühlergrill, Auftritte | Tiefdunkelgrau (vermutlich) | DB 7164  |
| Rahmen, Fahrwerk                                   | Tiefschwarz                 | RAL 9005 |
| Motor                                              | Türkisgrün                  | DB 6453  |
| Innenausstattung                                   | Brasil                      | DB 8316  |
| Dachluke                                           | Weiß                        | RAL 9003 |

| Bauteile                                           | Farbbezeichnung      | Farbcode |
| -------------------------------------------------- | -------------------- | -------- |
| Kabine, Motorhaube seitlich, Felgen, Hilfsrahmen   | Silber/Weißaluminium | DB 9206  |
| Kotflügel, Motorhaube oben, Kühlergrill, Auftritte | Blau/Saphirblau      | DB 5360  |
| Rahmen, Fahrwerk                                   | Tiefschwarz          | RAL 9005 |
| Motor                                              | Türkisgrün           | DB 6453  |
| Innenausstattung                                   | Brasil               | DB 8316  |
| Dachluke                                           | Weiß                 | RAL 9003 |

| Bauteile                                                      | Farbbezeichnung       | Farbcode  |
| ------------------------------------------------------------- | --------------------- | --------- |
| Kabine, Motorhaube, Felgen, Kotflügel, Auftritte, Hilfsrahmen | Blau-schwarz metallic | DB 9199   |
| Felgen                                                        | Astralsilber          | DB 9735   |
| Kühlergrill, Auspuff, Scheinwerfer, Blende Anbauplatte        | Verchromt             | -         |
| Rahmen, Fahrwerk                                              | Tiefschwarz           | RAL 9005  |
| Motor                                                         | Türkisgrün            | DB 6453   |
| Innenausstattung                                              | Brasil                | DB 8316   |
| Dachluke                                                      | unbekannt             | unbekannt |

##### Sonderlackierungen Aufbauhersteller
| Bauteile        | Farbbezeichnung | Farbcode |
| --------------- | --------------- | -------- |
| Forstausrüstung | Karminrot       | RAL 3002 |

| Bauteile        | Farbbezeichnung | Farbcode |
| --------------- | --------------- | -------- |
| Forstausrüstung | Blutorange      | RAL 2002 |

| Bauteile                                    | Farbbezeichnung | Farbcode |
| ------------------------------------------- | --------------- | -------- |
| Kabine, Felgen, Motorhaube seitlich, Aufbau | Gelbgrün        | RAL 6018 |

### Auf dem MB-trac basierende Fahrzeuge anderer Hersteller
Der MB-trac wurde von verschiedenen Herstellern als Basisfahrzeug für Sonderfahrzeuge und selbstfahrende Arbeitsmaschinen verwendet.

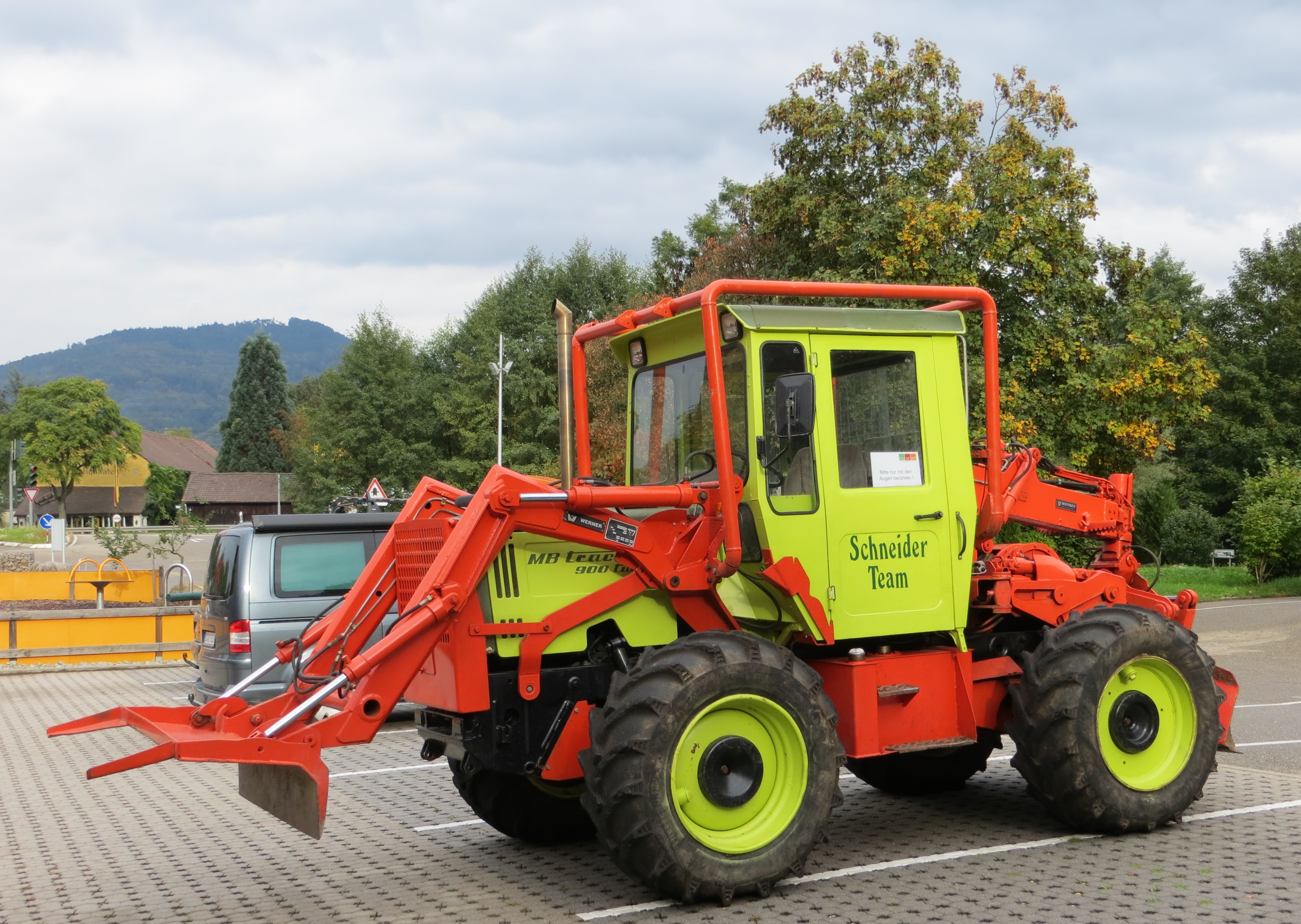
MB-trac 900 turbo (440.173) mit Werner-Forstausrüstung

So rüsteten die Werner & Co. Maschinenfabrik GmbH (Heute: Werner Forst- und Industrietechnik Scharf), Ritter und Nagel den MB-trac zu Forstfahrzeugen um. Werner war hiervon der einzige Hersteller, der hierfür sogar eine Werksfreigabe von Mercedes-Benz erhielt und auch die größten Stückzahlen herstellte. In den 1980er-Jahren hatte Werner mit dem MB-trac Forst im Bereich der Forstschlepper deutschlandweit einen sehr hohen Marktanteil und verkaufte seine Fahrzeuge weltweit.
Die HERBERT DAMMANN GmbH brachte 1984 die erste Selbstfahr-Feldspritze auf den deutschen Markt, den DAMMANN-trac. Dieser basierte auf einem MB-trac, dessen Kabine vor den Schlepper versetzt wurde. Damit konnte über dem gesamten Fahrzeug die Technik und der Tank der Feldspritze Platz finden.
Auf Basis des MB-trac wurden außerdem einige Einzelanfertigungen und Eigenbauten umgesetzt, wie z. B. Selbstfahr-Futtermischwagen, Schaustellerfahrzeuge und vieles mehr.

### Fortbestand des Konzeptes
Die LandTechnik Schönebeck (LTS) fertigte ab 1997 im Rahmen eines Lizenzvertrags mit Daimler-Benz einen Traktor, der auf Basis des MB-trac 1600 entwickelt wurde und in der Formgebung dem Vorbild sehr ähnlich war. Es war der trac 160. Das Fahrzeug wurde im Vorjahr (1996) auf der Agritechnica vorgestellt und war ausgestattet mit einem 118 kW (160 PS) starken OM 366 A, einem ZF-Getriebe mit vier Lastschaltstufen und einer Load-Sensing-Hydraulikanlage.
Für zwei weitere Modelle (trac 90 und trac 110) war im Laufe des Jahres 1997 der Produktionsbeginn geplant; dazu kam es jedoch nicht.
Die LandTechnik Schönebeck (LTS) entstand 1990 aus dem VEB Traktorenwerk Schönebeck, einem volkseigenen Betrieb der DDR. Schon vor Produktionsbeginn der LTS trac wurde 1996 die Privatisierung der LTS für gescheitert erklärt. 1999 übernahm Doppstadt das Unternehmen und setzte sich dabei unter anderem gegen den Interessenten Claas durch. Zuerst setzte Doppstadt den Bau des trac 160 fort. Später entwickelte Doppstadt nach dem Vorbild des MB-trac kleine und große „Doppstadt trac“ von 59–151 kW (80–205 PS) und lieferte sie – bis zur Schließung ihres Traktorenwerks im Jahr 2006 – mit Mercedes-Benz-Motoren, Allradlenkung und Lastschaltgetriebe aus. Die trac von Doppstadt sowie von LTS konnten aber nie an den Erfolg des MB-trac anknüpfen. Es entstanden weniger als 500 Einheiten.

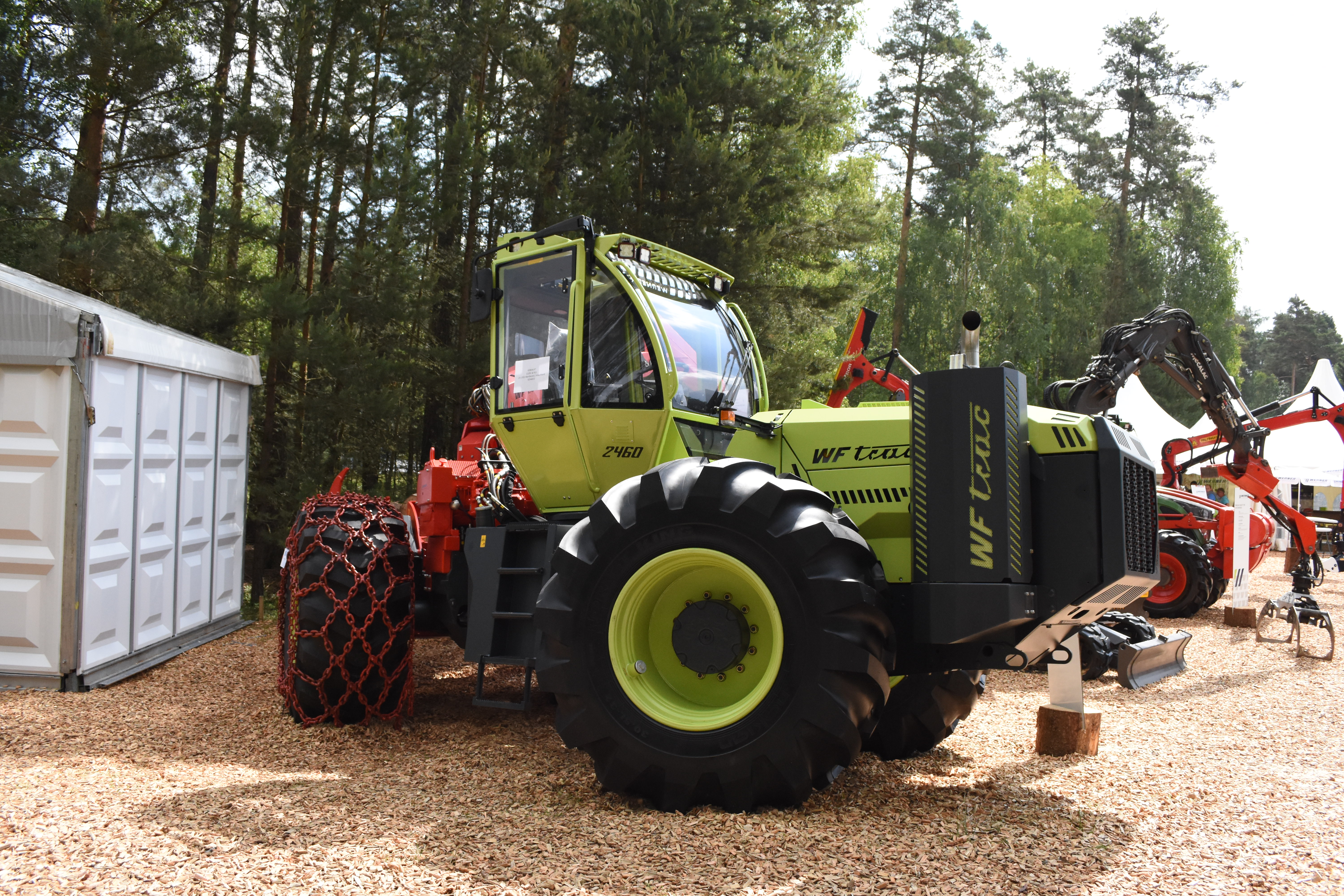
WF trac 2460 in der 4×4-Version aus dem Jahr 2016

Werner Forst musste nach dem Ende des MB-trac eine Lösung finden, da das Hauptprodukt, der MB-trac Forst, nun nicht mehr auf MB-trac-Basis gebaut werden konnte. Über das Jahr 1992 behalf man sich mit vorgefertigten MB-trac und ab 1993 kam der mit Unterstützung von Mercedes-Benz entwickelte und dem MB-trac ähnliche WF trac auf den Markt.
Dieser ist, im Gegensatz zum MB-trac, ein reiner Forstschlepper und wurde im Laufe der Zeit deutlich verändert und weiterentwickelt. Er wird bis heute produziert.

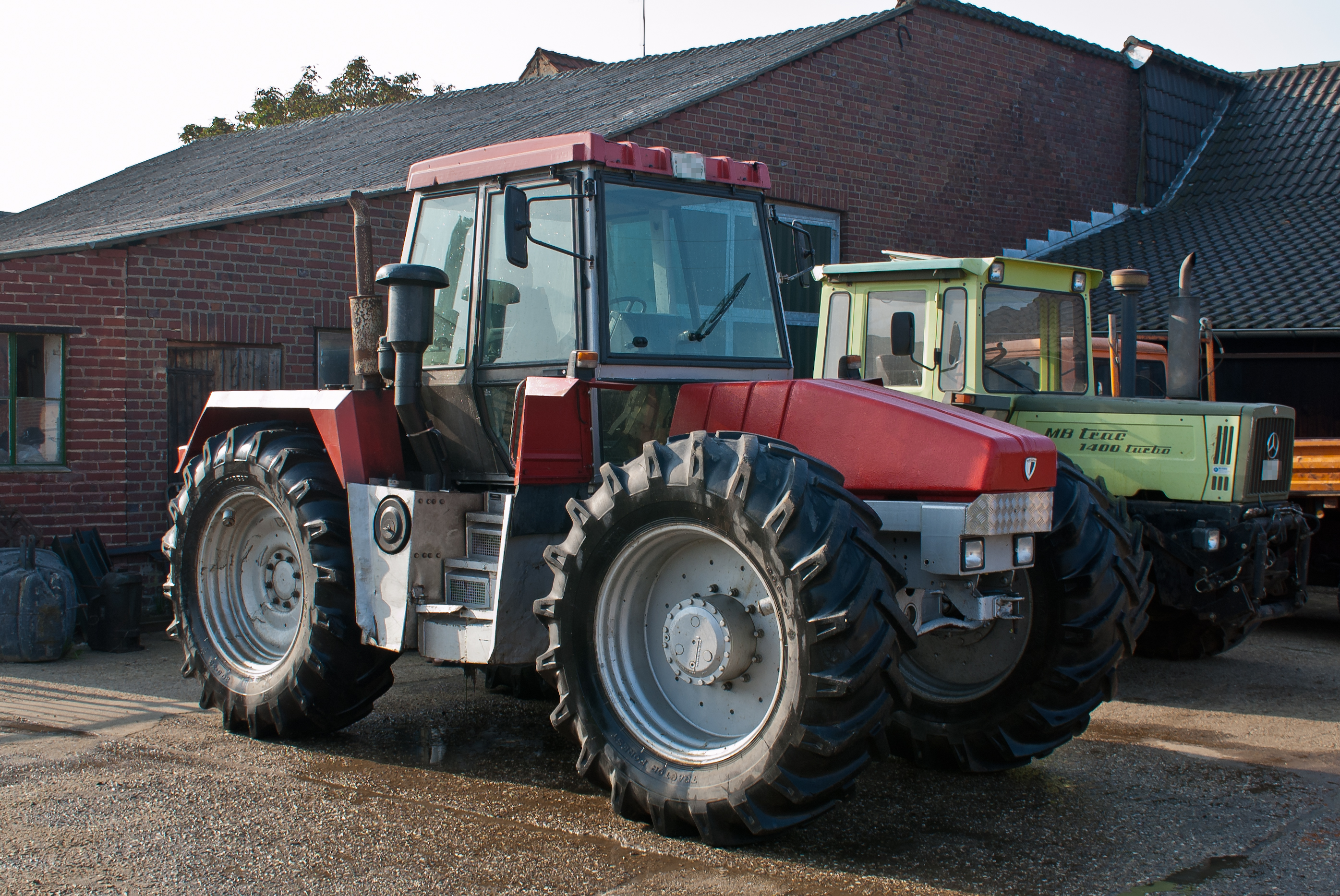
Schlüter Euro Trac 2000 LS neben einem MB-trac 1400 turbo (443.164)

Zur gleichen Zeit wie der MB-trac war der konstruktiv ähnliche Euro Trac von Schlüter auf dem Markt. Vorgestellt wurde er 1989. Da bei Schlüter die Verkaufszahlen genauso sanken und sie vom bevorstehenden Ende des MB-trac informiert wurden, sah das Unternehmen eine Chance, mit dem Euro Trac diese Marktlücke zu schließen. Nach der Auflösung von Schlüter wurde auch dieses Fahrzeug noch geraume Zeit weitergebaut, in diesem Fall, im Gegensatz zum MB-trac, von den offiziellen Nachfolgeunternehmen, von 1993 bis 1995 von LandTechnik Schönebeck (LTS) (dem Unternehmen, das danach den LTS trac herstellte) unter dem Namen Landtechnik Schlüter und danach von Schlepperteile Egelseer. 2005 wurde der letzte Schlüter Euro Trac (ein Euro Trac 2000 LS) durch Egelseer verkauft.

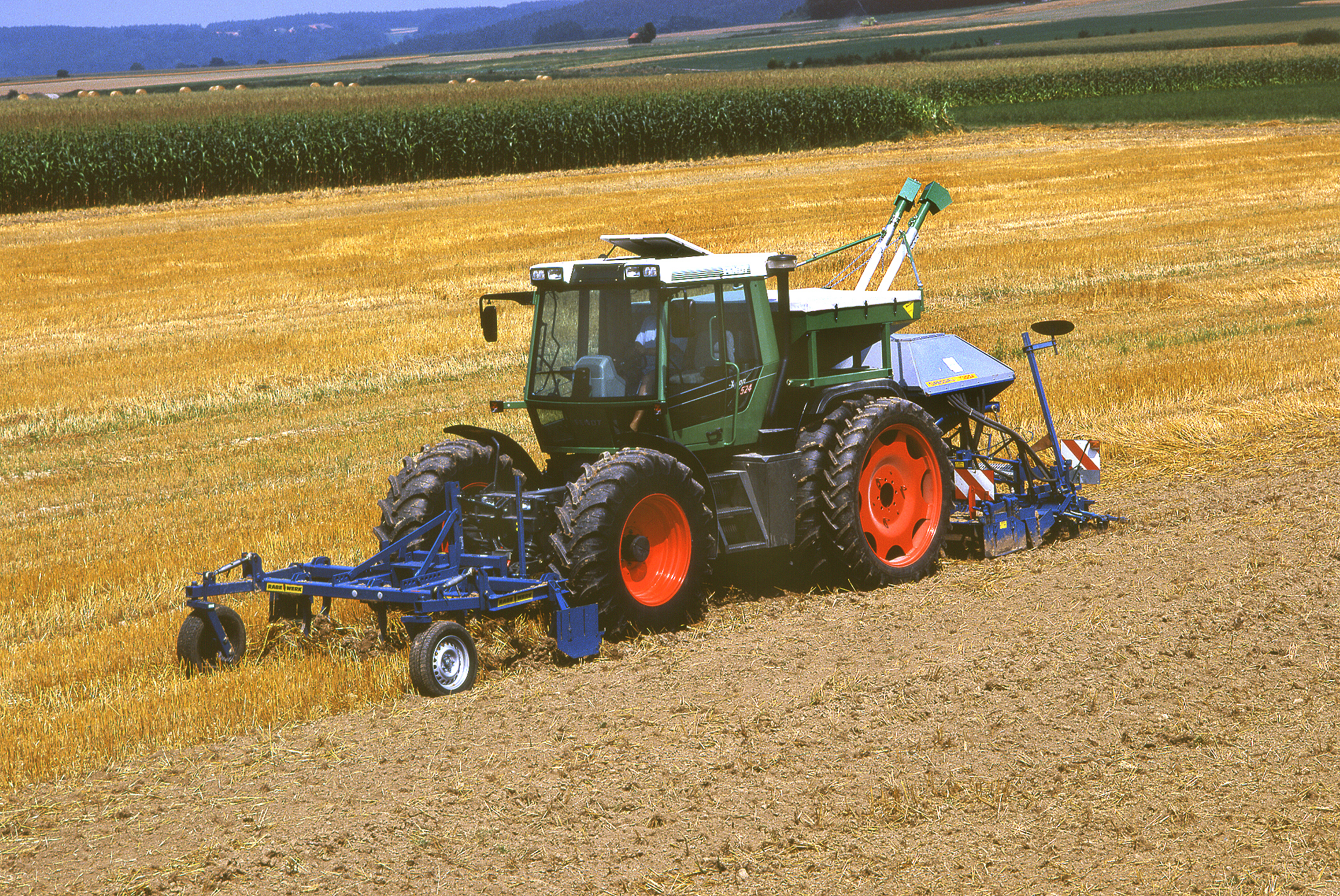
Fendt Xylon 524

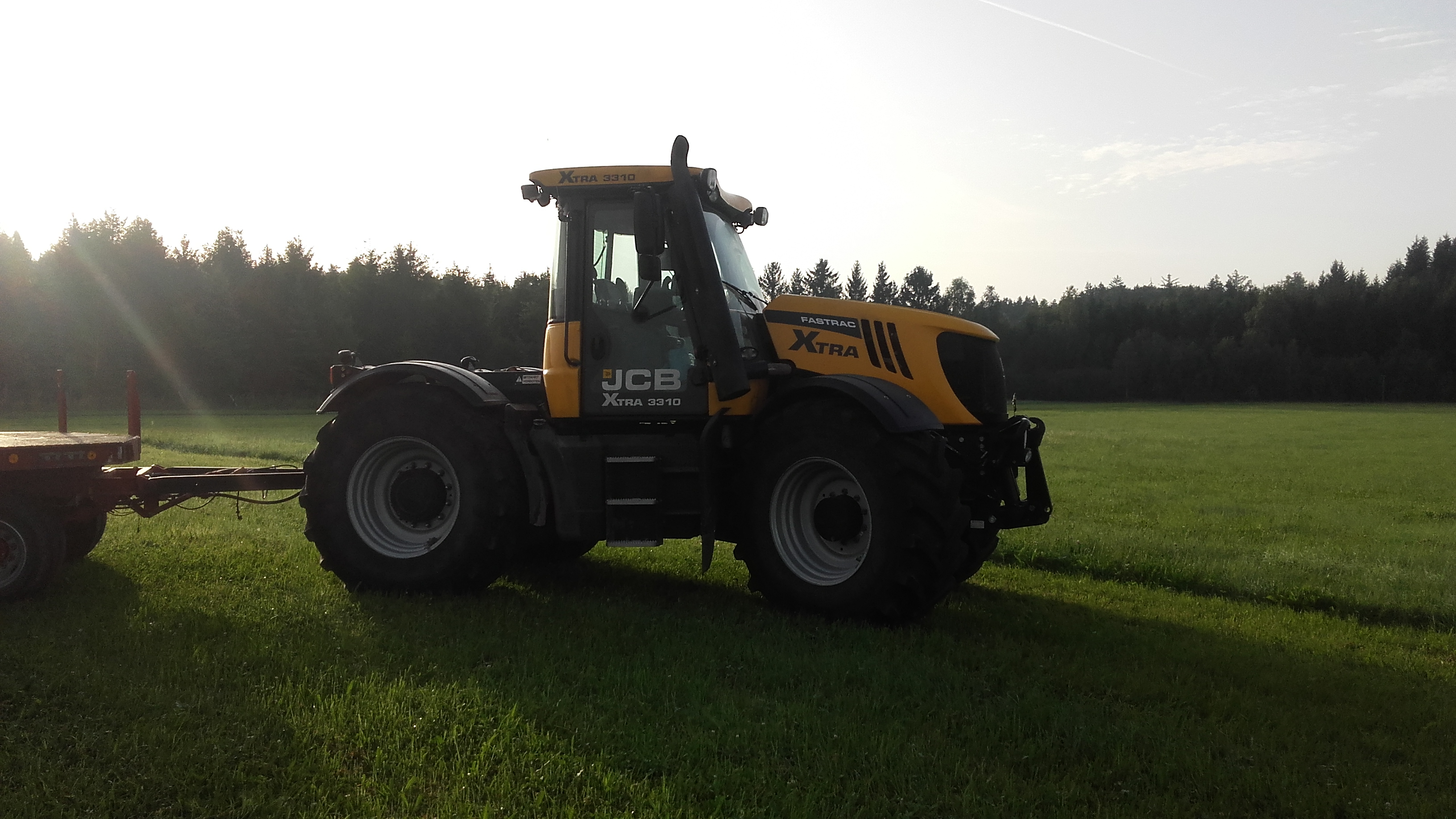
JCB Fastrac 3310

Nach dem Ende des Schlepperbaus bei Mercedes-Benz gab es einige Jahre den Xylon von AGCO/Fendt und 1999 stellte Fendt auf der Agritechnica noch die Studie Evo vor.
Beide sind heute, ebenso wie der Fendt-Geräteträger, nicht mehr auf dem Markt. Aber sie haben, wie auch der MB-trac, auf dem Gebrauchtmarkt noch bis heute eine Bedeutung.
Das Konzept der trac als Systemschlepper wird bis heute von JCB mit dem Fastrac und seitens Claas mit der Baureihe Xerion weiterverfolgt, jedoch in einer deutlich höheren Leistungsklasse.
In jüngerer Zeit stellten verschiedene Hersteller neue Schlepper vor, zum Beispiel den Trisix von AGCO/Fendt oder den Agro XXL von Deutz-Fahr. Diese sind in Grundzügen dem MB-trac ähnlich, durch gleich große Reifen, eine Kabine etwa in der Mitte und zum Teil auch mit Aufbaumöglichkeiten im Bereich des hinteren Fahrzeugteils. Wegen des zeitlichen Abstands und der im Vergleich mit dem MB-trac anderen Leistungsklasse sind diese Fahrzeuge jedoch nicht auf den MB-trac zurückzuführen. Sie sind eher als eine Weiterentwicklung der Standardschlepper anzusehen. Überdies führten die gestiegenen Motorleistungen zu neuen Überlegungen bezüglich der baulichen Gegebenheiten. Unter anderem reichten die zwei Achsen auch mit Zwillings- oder Drillingsbereifung nicht mehr aus, die Zugkraft zu übertragen und das Gewicht bodenschonend zu verteilen. Außerdem wäre der Zugang zu öffentlichen Straßen schwer geworden.

## Technik

### Das trac-Konzept
Als Mercedes den MB-trac entwickelte, wurde versucht möglichst viele Komponenten des Unimogs zu verwenden und auf die jahrelange Erfahrung in der Unimog-Entwicklung zurückzugreifen. Aus der Kombination aus Unimogteilen und -wissen mit dem klassischen Standardschlepperkonzept entstand der MB-trac und damit das trac-Konzept, das auch von weiteren Herstellern bis heute angewandt wird.
Bezeichnend hierfür sind:
- Vier gleich große Räder in Verbindung mit
- Allradantrieb
- Leergewichtsverteilung im Bereich 60 % Vorderachse, 40 % Hinterachse
- Eine mittig auf der Längsachse positionierte Fahrerkabine und der dadurch frei werdende
- zusätzliche Anbauraum über der Hinterachse
- (Halb-)Rahmenbauweise

Der gleichzeitig mit dem MB-trac eingeführte INTRAC von Deutz weist hiermit zwar Ähnlichkeiten auf und zählt auch zu den Systemschleppern, er verfügt jedoch nicht über die mittige Fahrerkabine und hatte anfangs keine vier gleich großen Räder. Allradantrieb war nur eine Option.

#### Vorteile im Vergleich zum Standardschlepper
- Bessere Zugkraft: Durch den nach vorn verlagerten Schwerpunkt soll im Zusammenspiel mit den Anbaugeräten im Heck bzw. Anhängern (Stützlast) eine 50/50-Gewichtsverteilung zwischen Vorder- und Hinterachse erzielt werden. Somit wird die Zugarbeit durch vier gleich große Räder mit gleichem Anpressdruck verrichtet. Durch die gleich großen Räder bei gleicher Spur stellt sich außerdem der Multi-Pass-Effekt ein. Die Hinterräder laufen genau in der von den Vorderrädern verdichteten Spur und haben so weniger Rollwiderstand und übertragen mehr Zugkraft. Bei Arbeiten mit schweren Frontanbaugeräten und insbesondere bei Frontladerarbeiten stellen die großen Vorderräder trotz des nach vorn verlagerten Schwerpunkts eine gute Zugkraft sicher. Beim Standardschlepper hingegen werden durch die Last in der Front die großen Hinterräder entlastet, die somit nur noch wenig Zugkraft übertragen können und das meiste Gewicht lastet auf den kleinen Vorderrädern.
- Bodenschonung und geringere Gefahr des Einsinkens und Festfahrens: Durch die gleichmäßigere Gewichts- und Zugkraftverteilung beim Einsatz mit Heckanbaugeräten und Anhängern, sowie dem damit verbundenen geringeren Bedarf an Ballastierung (insbesondere in der Front gegen das „Aufbäumen“), wird der Bodendruck und die Bodenbeschädigung durch Schlupf reduziert. Bei Arbeiten mit schweren Frontanbaugeräten und insbesondere bei Frontladerarbeiten wird die dadurch nach vorn verlagerte Last auf die Austandsfläche der großen Vorderräder verteilt. Hierbei ist jedoch der Ballastierungsbedarf im Heck höher, als beim Standardschlepper. (Siehe: Nachteile)
- Vielseitigkeit: Der dritte An- bzw. Aufbauraum sorgt für vielseitigere Einsatzmöglichkeiten. Wird er nicht durch Anbaugeräte genutzt, dient er als Hilfsladefläche. Durch die großen Vorderräder bietet sich das trac-Konzept für schwere Anbaugeräte in der Front an. Ein trac bietet, wenn man die Kabine versetzt, eine relativ ebene Plattform über die gesamte Fahrzeuglänge für Sonderaufbauten (Dammann-trac, Xerion als trac VC bzw. Saddle trac)
- Komfort und Ergonomie: Durch die mittig positionierte Kabine befindet sich der Fahrer im schwingungsärmsten Bereich des Fahrzeugs. Außerdem ist beim trac-Konzept meist eine besonders große Kabine möglich, da diese nicht zwischen die großen Hinterräder (Standardschlepper) eingepasst ist. Beim MB-trac zeigt sich das vor allem durch den großzügigen Beifahrersitzplatz und den breiten Aufstieg.

#### Nachteile im Vergleich zum Standardschlepper
- Wendigkeit konkurriert mit Zugkraft: Große Vorderräder schränken den möglichen Lenkwinkel ein. Somit muss eine Abwägung getroffen werden, ob zugunsten der Zugkraft große Räder oder zugunsten der Wendigkeit kleine Räder verwendet werden. Da alle Räder gleich groß sind, wirkt sich diese Abwägung auf alle vier Räder und nicht nur auf die gelenkten Vorderräder aus. Andere trac-Hersteller lösten dieses Problem durch eine zusätzlich gelenkte Hinterachse (Doppstadt trac, Fastrac, Xerion), was jedoch mit höheren Herstellungskosten einhergeht und eine zusätzliche Schwachstelle darstellen kann. Bei der großen Baureihe des MB-trac scheint in der Entwicklung die Abwägung zugunsten der Zugkraft getroffen worden zu sein. Diese verfügt über vergleichsweise große Räder und einen, verglichen mit Standardschleppern dieser Leistungsklasse, großen Wendekreis. Bei der kleinen und mittleren Baureihe scheint der Kompromiss eher zugunsten der Wendigkeit entschieden worden zu sein.
- Schlechtere Sicht auf Anbaugeräte: Durch die mittige Position der Kabine wird in vielen Fällen die Sicht auf Heckanbaugeräte durch die Hinterräder und deren Kotflügel verdeckt. Auch beim Anhängevorgang von Geräten am Heck und Anhängern ist die Sicht schlechter. Durch die großen Vorderräder wird außerdem die Sicht auf Frontanbaugeräte erschwert. Bei manchen Geräten wiederum ist die Übersicht vom trac-Schlepper aus besser als vom Standardschlepper aus.
- Nachteilige Leergewichtverteilung für schwere Geräte in der Front: Bei Frontladerarbeiten wirkt sich die Leergewichtsverteilung des trac negativ aus, da zu wenig Gewicht auf der Hinterachse lastet, um ein Gegengewicht zum Frontlader und dessen Nutzlast zu bieten. Die Fahrstabilität verschlechtert sich und es kann besonders schnell zum Ausheben der Hinterachse kommen. Das fehlende Gewicht auf der Hinterachse muss oft durch Ballast im mittleren und/oder hinteren Anbauraum kompensiert werden. Derselbe Nachteil tritt beim Anbau schwerer Geräte im vorderen Anbauraum auf, die nicht in Kombination mit schweren Geräten im mittleren oder hinteren Anbauraum eingesetzt werden.
- Der Preis: Tracschlepper sind in der Regel teurer, als Standardschlepper mit vergleichbarer Motorleistung. Durch die hohen Stückzahlen und die rahmenlose Blockbauweise lässt sich die Herstellung von Standardschleppern preisgünstiger umsetzen.

### Fahrwerk

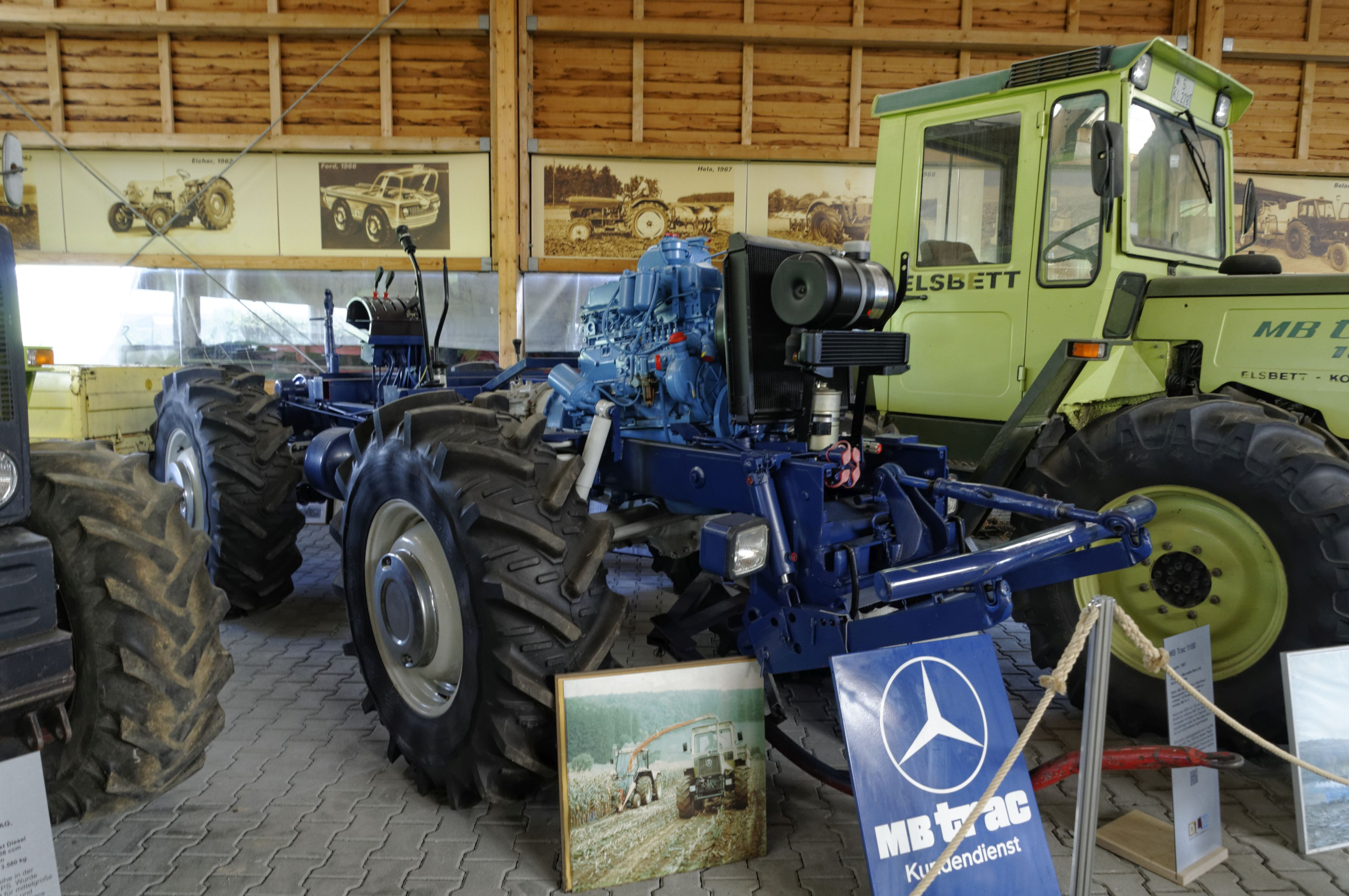
Schnittmodell eines MB-trac 1100 (441.163)

Das Fahrwerk des MB-trac besteht aus einem stabilen Leiterrahmen, der in Verbindung mit einer ungefederten Starrachse hinten und einer mit Schraubenfedern gefederten, angetriebenen Starrachse vorn eine hohe Zuladung am Front- und Heckkraftheber ermöglicht. Beide Achsen sind mit einer mechanischen 100 % Differentialsperre ausgerüstet,
die pneumatisch während der Fahrt (nicht bei durchdrehenden Rädern) zugeschaltet werden kann.
Die Vorderachse verfügt über eine vollhydraulische Lenkung der Achsschenkel. Die Zugkraft der Vorderachse wird per Schubrohr auf den Rahmen übertragen. Nach Vorbild des Unimogs ist der Rahmen verwindungsfähig, wobei der Rahmen nicht wie beim Unimog gekröpft ist und somit nur leicht verwindungsfähig ist. Bei der Befestigung der Komponenten am Rahmen wurde darauf geachtet, dass eine Verwindung toleriert wird. Die mögliche Verschränkung der Achsen zueinander ist auch durch die fest am Rahmen montierte Hinterachse deutlich geringer als beim Unimog.
Der Motor ist sehr gut zugänglich und leicht zu demontieren.

### Anbauräume und Schnittstellen

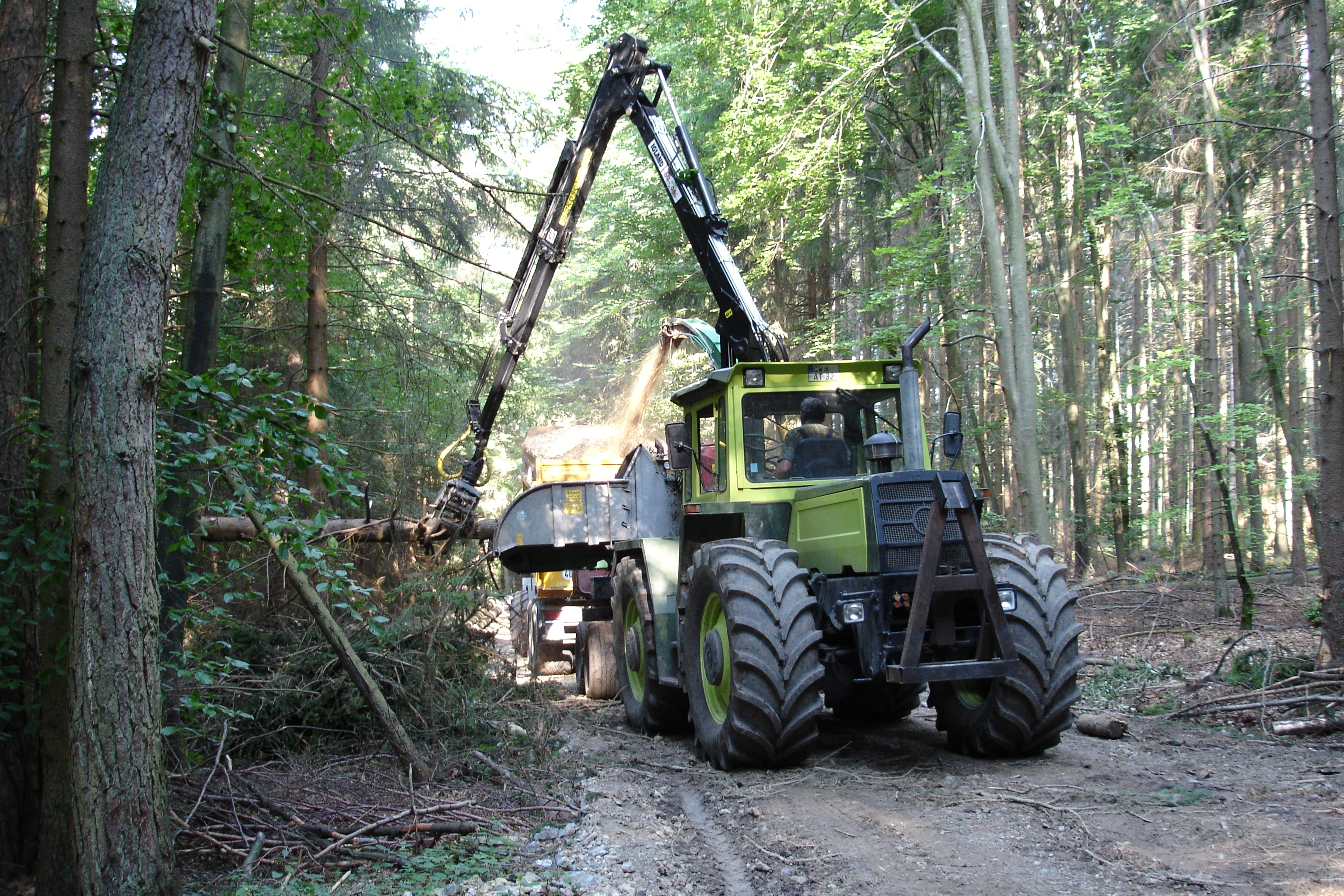
MB-trac 1500 (443.162). Im hinteren Anbauraum ist ein Holzhäcksler auf Anhängerfahrgestell angehängt, im mittleren Anbauraum ein Kran mit Greifarm aufgebaut und im vorderen Anbauraum ein Halter für den Greifarm montiert.

Der MB-trac verfügt über drei Anbauräume sowie die Möglichkeit zur Montage eines Frontladers.

#### Vorderer Anbauraum
Vorn verfügt der MB-trac standardmäßig über Fangtaschen und Befestigungsösen. Diese Vorrichtung kann zum Einhängen eines Halters für Frontgewichte genutzt werden oder durch eine einfache, zusätzliche Platte zur genormten Kommunalanbauplatte ergänzt werden. In diese werden in der Regel Kommunalanbaugeräte, wie ein Schneepflug, eingehängt. Zwischen den Fangtaschen befindet sich eine einfache manuelle Bolzenkupplung mit drei Steckplätzen, bei der der mittlere Steckplatz als Frontzugmaul dient. Auch ein Frontkraftheber, der hauptsächlich für landwirtschaftliche Anbaugeräte genutzt wird, kann in die Fangtaschen eingehängt und in den Ösen verbolzt werden. Alternativ war, ab einem bestimmten Baujahr, auch ein besonders robuster, fest angebauter Frontkraftheber mit abnehmbaren Hubarmen erhältlich. Beim Anbau eines Frontkrafthebers dienten die zwei außermittigen Steckplätze der Bolzenkupplung als Befestigung für den Anbaubock in den der Oberlenker verbolzt wird. Die Fanghaken der Unterlenker waren einheitlich in Kategorie 2 ausgeführt.
Hydraulikanschlüsse und Zapfwelle waren erhältlich
(siehe unten), wobei der Zapfwellenstummel außermittig auf Höhe des Oberlenkerbolzens positioniert wurde, was für die meisten Anbaugeräte einen nachteiligen Verlauf der Zapfwelle mit sich bringt.

#### Mittlerer Anbauraum/Aufbauraum über der Hinterachse
Standardmäßig verfügt der MB-trac über einen sogenannten Hilfsrahmen, an dem die Kotflügel montiert sind. Zwischen den Kotflügeln bietet der Hilfsrahmen eine kleine Hilfsladefläche.
Mittels zusätzlichen gerätespezifischen Anbauböcken, die je nach Ausführung an den Hilfsrahmen, den Rahmen und/oder die Rahmenabschlussplatte montiert werden, können dann verschiedenste Aufbaugeräte montiert werden. Zum Antrieb der Aufbaugeräte müssen die Schnittstellen (Hydraulikanschlüsse, Zapfwelle) des hinteren Anbauraums genutzt werden.
Alternativ zum Hilfsrahmen kann auch eine größere, dreiseitig kippbare Hilfsladefläche mit abklappbaren Bordwänden verbaut werden, wie es standardmäßig bei den Kommunalversionen der Fall war. Aufgrund der kompakten Maße gelten die Ladeflächen auf dem MB-trac rechtlich als Hilfsladeflächen. Eine „echte“ Ladefläche würde bedeuten, er müsste als Lkw statt als Zugmaschine zugelassen werden.

#### Hinterer Anbauraum
Im hinteren Anbauraum befindet sich der Heckkraftheber, bei der kleinen und mittleren Baureihe in Kategorie 2 (bei mittlerer Baureihe waren Fanghaken der Kategorie 3 als Sonderausstattung erhältlich)
und bei der großen Baureihe in Kategorie 3 ausgeführt (Ausnahme: Gewerbehydraulikanlage Kategorie 2).
Eine mechanische Hubwerksregelung (MHR) war für alle Fahrzeuge verfügbar. Für die große Baureihe war ab Juni 1986 auch eine elektronische Hubwerksregelung (EHR) erhältlich. Diese war ab November 1987 auch für die mittlere Baureihe verfügbar.
Hydraulikanschlüsse und Zapfwelle waren ebenso vorhanden wie eine Anhängerkupplung in Form einer meist automatischen, in der Höhe verstellbaren, Bolzenkupplung.

#### Schnittstellen zur Kraftübertragung
Je nach Ausstattung ist das Fahrzeug vorne und hinten mit Hydraulikanschlüssen inkl. drucklosem Rücklauf ausgestattet. Es konnten mit Regelhydraulik maximal drei, ohne Regelhydraulik maximal vier doppelwirkende Steuergeräte verbaut werden.
Die Motorzapfwelle mit 540/min und 1000/min Nenndrehzahl ist (bei der üblichen Ausstattung mit Doppelkupplung) unabhängig pneumatisch kuppelbar.
Besonderheit des MB-trac ist, dass er dasselbe Zapfwellengetriebe für beide Zapfwellen nutzt. Vorteil: Man kann auch bei der Frontzapfwelle zwischen den zwei Geschwindigkeiten wählen und die Frontzapfwelle ist genauso wie die Heckzapfwelle für volle Motorleistungsabgabe geeignet. Nachteil: Man kann die Geschwindigkeiten nicht unabhängig schalten. Dies ist besonders bei Mähkombinationen problematisch. Frontmähwerke werden regelmäßig mit 1000/min betrieben, da Standardschlepper in der Regel in der Front nur über diese Geschwindigkeit verfügen. Heckmähwerke sind jedoch oft auf eine „540er-Zapfwelle“ ausgelegt.
Eine weitere Besonderheit des MB-trac war, dass jedes Fahrzeug mit einer Druckluftanlage ausgestattet war, da die Differentialsperre und je nach Ausstattung einige weitere Funktionen pneumatisch angesteuert werden.
Bis auf einige frühe Modelle mit Seilzughandbremse, wird die Feststellbremse durch einen pneumatischen Federspeicherzylinder betätigt, was zusätzliche Sicherheit und Komfort bietet. Somit war für alle Modelle eine pneumatische Anhängerbremse (kombiniertes Ein- und Zweikreissystem) erhältlich und ist auch in den meisten Fällen einfach nachzurüsten.

### Kabine
Die verschiedenen Kabinen, die auf dem MB-trac verbaut wurden, lassen sich in drei Grundtypen unterscheiden:
- Mittelschalterkabine der kleinen Baureihe (440) bis 1982
- Seitenschalterkabine der kleinen Baureihe (440) ab 1982 sowie der mittleren Baureihe (441)
- Kabine der großen Baureihe (442/443)

Alle Kabinen sind für Instandhaltungsarbeiten kippbar. Bei der kleinen und mittleren Baureihe lässt sich die Kabine mit speziellen Kippbeschlägen und etwas Demontagearbeit nach hinten kippen und auf dem Hilfsrahmen ablegen,
bei der großen Baureihe ist mit wenigen Handgriffen ein Kippen auf die linke Seite möglich.
Dadurch sind das Getriebe und die anderen unter der Kabine verbauten Teile gut zu erreichen. Die Kabinen sind auf drei (440/441) bzw. vier (442/443) Gummilagern gelagert und somit weitestgehend vom Rahmen entkoppelt.

#### Mittelschalterkabine
Die Mittelschalterkabine bot für ihr Baujahr einen sehr gut geschützten und ergonomischen Arbeitsplatz, bedenkt man, dass in den 1970er-Jahren die meisten Traktoren noch ohne Verdeck oder mit einfachem Planenverdeck ausgeliefert wurden. Kabinen an sich waren die Ausnahme. Vergleicht man sie jedoch mit der nachfolgenden Kabine der Seitenschalter, war sie sehr rustikal und einfach gehalten. Anfangs war die Rückwand nur als Plane erhältlich, was jedoch den Vorteil bot direkt nach hinten auf die Hilfsladefläche aussteigen zu können. 
Später gab es als Sonderausstattung eine feste Kabinenrückwand mit Kurbelscheibe. Auch eine ausstellbare Variante der Windschutzscheibe und eine Dachluke (je nach Baujahr) war Sonderausstattung.
Es wurde viel Wert auf Rundumsicht gelegt, so waren selbst die Unterteile der Türen verglast. Die Mittelschalterkabine scheint von der Bauart der Kabine der mittelschweren Baureihe Unimog abgeleitet zu sein. Wie beim U 406-Cabrio wurden steckbare Klappfenster verwendet. Die Spiegelhalter stammen auch vom U 406. Man erkennt, dass hier versucht wurde dem Grundsatz „möglichst viele Teile vom Unimog zu verwenden“ Folge geleistet wurde, obwohl es sich doch um ein völlig anderes Kabinenkonzept handelte.
Alternativ zu dieser Kabine wurde ab 1981 die Niedrigkabine von der Walter Mauser GmbH Typ A-89 angeboten.

#### Seitenschalterkabine

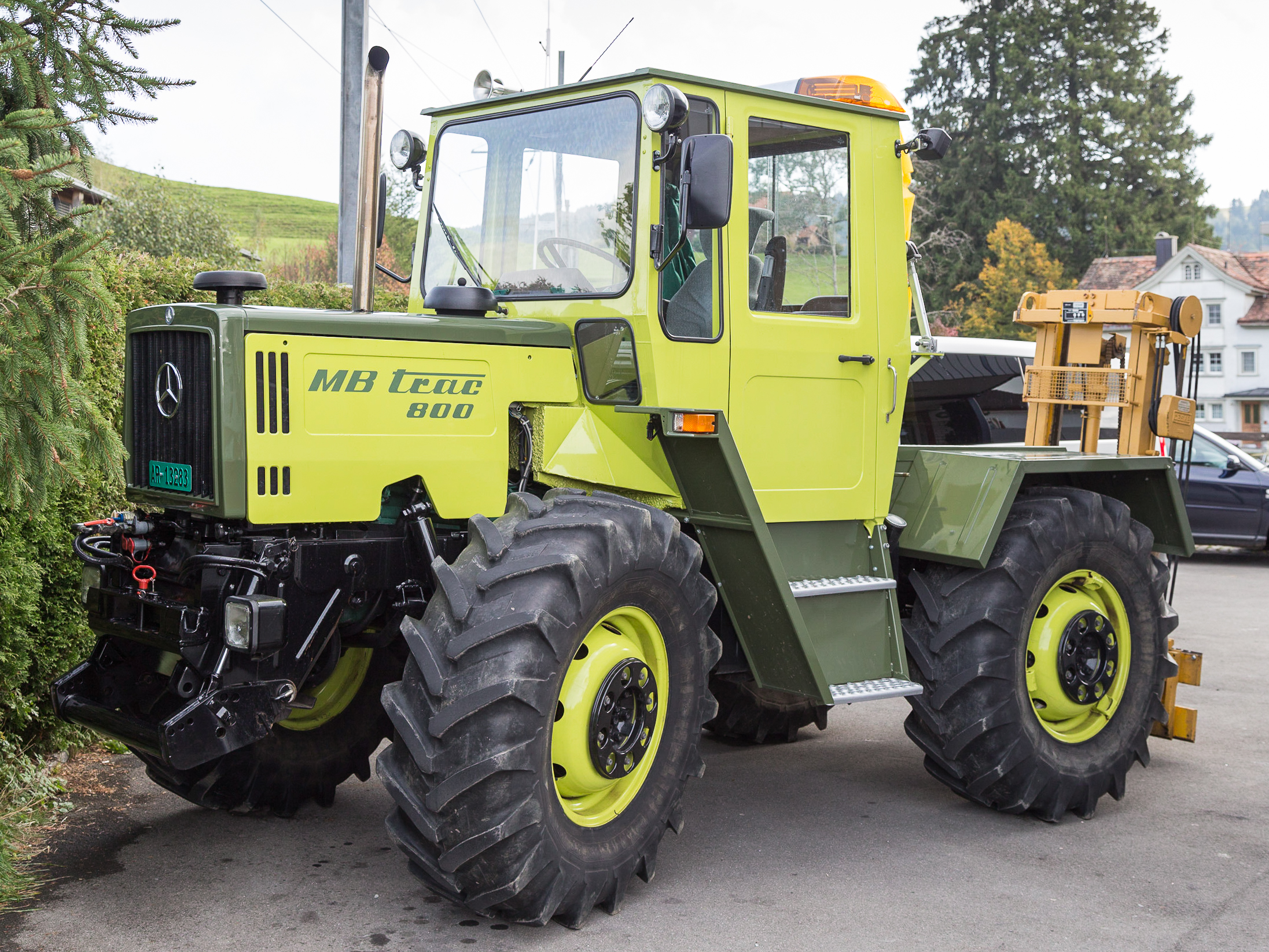
MB-trac 800 (440.168) mit Mercedes-Benz-Niedrigkabine

Bei der Seitenschalterkabine hat man dem Ziel Unimogteile zu verwenden offensichtlich deutlich weniger Wert beigemessen. Diese deutlich moderneren Kabinen erinnern von der Bauart auch eher an die deutlich moderneren, eckigen Unimogkabinen der 1975 eingeführten schweren Baureihe Unimog. Die Türen waren nun einteilig und mit einer Kurbelscheibe ausgestattet. Die Lärmdämmung wurde deutlich verbessert. Die Heckscheibe war breit dimensioniert und als Ausstell- oder Schiebescheibe erhältlich. Besonderheit war die Seitenkonsole rechts, in der, in hochgesetzter Position, die Hydraulik-Steuergeräte, das Handbrems- und das Allradventil sowie weitere Bedienelemente verbaut waren. Bei den anderen Kabinentypen existiert diese Konsole nicht und viele Bedienelemente sind stattdessen unergonomisch am Kabinenboden platziert.
Am Kabinenboden dieser Kabine befinden sich die langen nach rechts versetzten Schalthebel für das Fahrgetriebe und links neben dem Fahrersitz die kurzen Schalthebel für die Zapfwelle.
Alternativ zu dieser Kabine gab es ab 1983 die Mauser Niedrigkabine Typ A-891 und ab 1985 eine niedrige Version der Standardkabine von Mercedes-Benz.

#### Kabine der großen Baureihe
Die Kabine der großen Baureihe unterscheidet sich grundlegend von den anderen Kabinen. Äußerlich fällt auf, dass sie nicht nur in der Längs-, sondern auch in der Querachse grundlegend symmetrisch konstruiert ist. Dies hängt mit einer Besonderheit im Inneren der Kabine zusammen. Zentral verbaut ist ein drehbarer Fahrerstand, der den MB-trac der großen Baureihe zum Zweirichtungsfahrzeug macht. An dieser Drehsitzkonsole verbaut ist der Sitz, die Pedalanlage, das Lenkrad sowie das gesamte Armaturenbrett. Nicht mitdrehend sind die Bedienelemente, die rechts am Boden angeordnet sind. Diese müssen bei gedrehtem Fahrerstand mit der linken Hand des Fahrers bedient werden. Hierzu zählen unter anderem die Schalthebel von Fahr- und Zapfwellengetriebe und die Hydraulik-Bedienelemente. Der MB-trac der großen Baureihe war also von Anfang an ein „Seitenschalter“, darum findet diese Unterscheidung nur bei der kleinen Baureihe statt.
Die Drehsitzkonsole war bei allen Fahrzeugen der großen Baureihe verbaut, jedoch waren spezielle Teile, die zum Drehen der Konsole notwendig waren Sonderausstattung. Damit sind nicht alle Fahrzeuge der großen Baureihe Zweirichtungsfahrzeuge. Die Kabine ist im Gegensatz zu den Kabinen der kleinen und mittleren Baureihe von der Motorhaube getrennt. Ein separater, geschlossener Rahmen bildet die Rückwand der Motoreinhausung. Das erleichtert das Kippen der Kabine und entkoppelt die Kabine noch besser von Lärm und Vibrationen.
Im Laufe der Jahre wurde die Kabine leicht modernisiert. Anfangs wurde sie, wie beim Mittelschalter mit Spiegelhaltern des U 406 ausgerüstet und die Innenansicht war von Blech geprägt. Im Laufe der Jahre wurde die Innen- und Außenansicht angepasst. Die Lüftungsgitter im Dachbereich wurden von der Vorder- und Rückseite auf die rechte Seite verlegt. Eine erweiterte Innenverkleidung mit Lüftungskanälen sorgte für bessere Belüftung und weniger Lärm. Dadurch, dass die Kabine jedoch nie grundlegend überarbeitet wurde, war sie zur Einführung 1976 hoch modern, während sie 1991 in einigen Punkten, wie den am Boden angeordneten Bedienelementen, eher als veraltet bezeichnet werden konnte.

### Motor

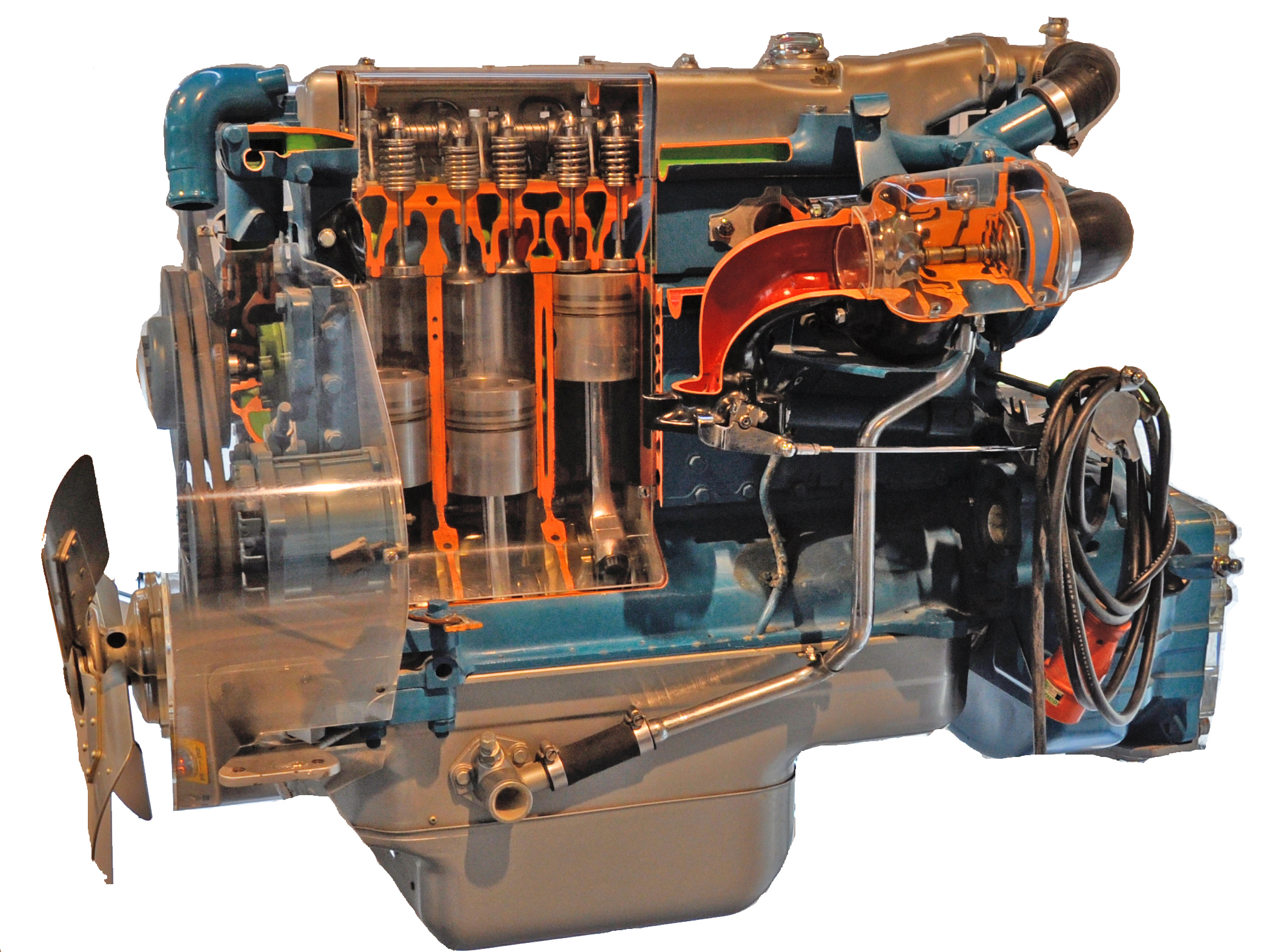
Schnittmodell OM 352 A

Bei allen im MB-trac verbauten Motoren handelt es sich um Diesel-Direkteinspritzungs-Reihenmotoren.
Die kleine Baureihe (65/70, 700, 800) besaß bis zum Jahr 1987 den Mercedes-Benz OM 314-Vierzylinder, der beim MB-trac (turbo) 900 (OM 314 A) durch einen Abgasturbolader ergänzt wurde und damit 63 kW (85 PS) leistete.
Die mittlere (1000)
und große (1100, 1300, 1500) Baureihe besaß bis 1987 den aus dem Unimog und weiteren Nutzfahrzeugen bewährten Sechszylinder OM 352 (A). Dieser hat knapp 5,7 Liter Hubraum und erreichte im MB-trac 1500 mit Hilfe von Abgasturbolader und Kolbenbodenkühlung 110 kW (150 PS).
1987 wurden die Motoren sämtlicher Baureihen modernisiert. Die kleine Baureihe (700, 800, 900 turbo) bekam den neuen Motor OM 364 (A) eingebaut. Dieser erreichte in Verbindung mit einem Turbolader beim MB-trac 900 turbo 66 kW (90 PS).
In der mittleren (1000, 1100)
und großen (1300 turbo, 1400 turbo, 1600 turbo, 1800 intercooler) Baureihe kam fortan der OM 366 (A) zum Einsatz. 
Im MB-trac 1800 intercooler wurde die Leistung des OM 366 A mittels nachgerüstetem Ladeluftkühler auf maximal 132 kW (180 PS) gesteigert. Damit entsprach er dem Motor OM 366 LA (L = Ladeluftkühlung, A = Abgasturbolader)
Dieser Motor leistete im Unimog bis zu 177 kW (240 PS) und in anderen Bau- und Nutzfahrzeugen bis zu 221 kW (300 PS) ab Werk.
Beide neuen Motoren hatten etwas mehr Hubraum, erreichten eine höhere Leistung und besaßen ein besseres Ansprechverhalten als ihre Vorgänger.

### Technische Daten

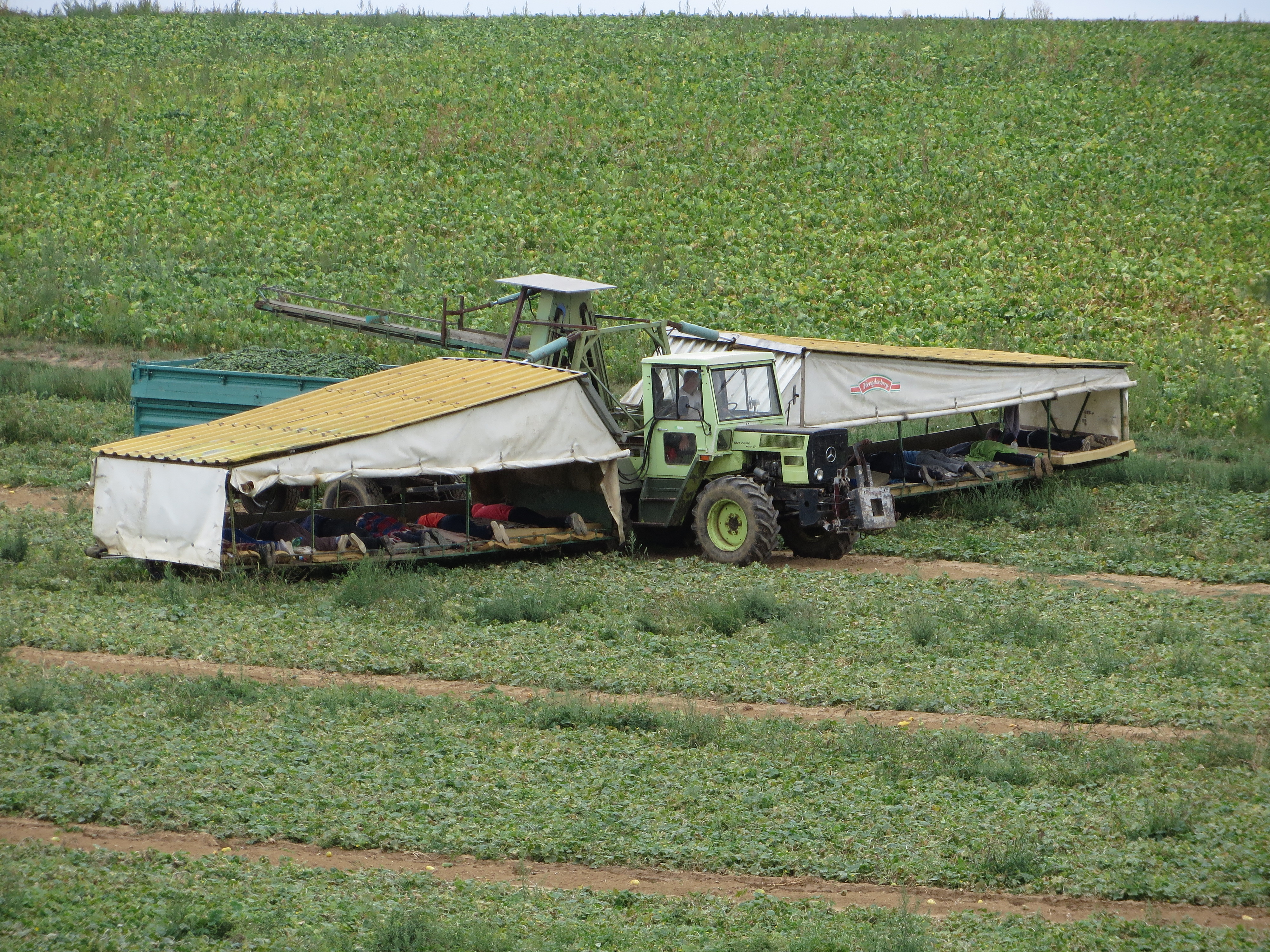
MB-trac 700 S (440.162) im Einsatz mit einem Gurkenflieger

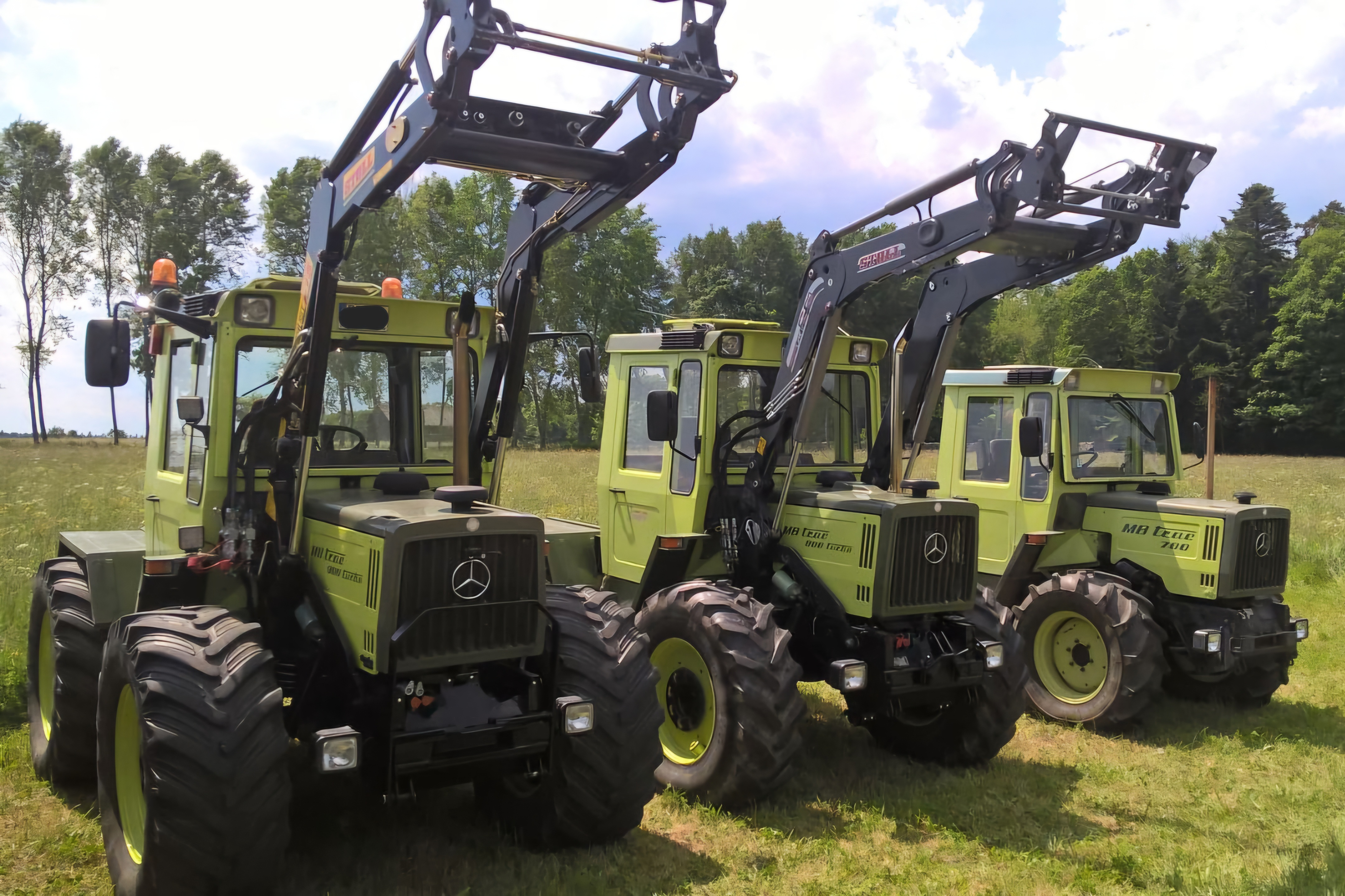
Drei Seitenschalter der kleinen Baureihe. Von links:
MB-trac turbo 900 (440.169) - (Aufkleber ist nicht korrekt)
MB-trac 900 turbo (440.173)
MB-trac 700 (440.167)
Deutlich erkennbar: Zum einen die unterschiedlichen Achsen: 6-Loch beim MB-trac 700 (trommelgebremst), 8-Loch bei den MB-trac 900 (scheibengebremst). Zum anderen wie sehr sich die unterschiedliche Bereifung auf die Größe auswirkt: Bei gleicher Bereifung wären alle drei annähernd gleich groß.

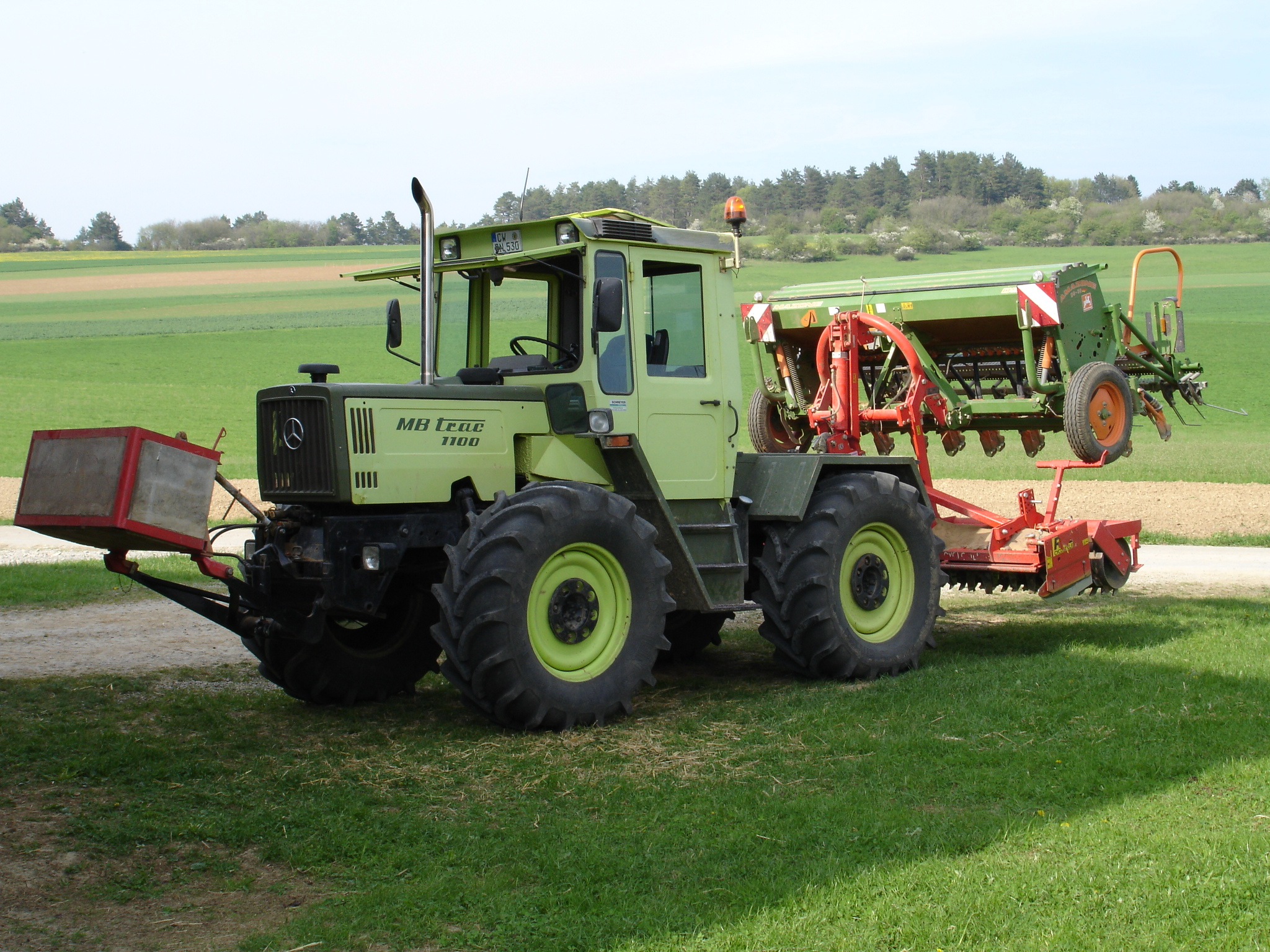
MB-trac 1100 (441.163) mit Kreiselegge und aufgesatteltem Saatgerät

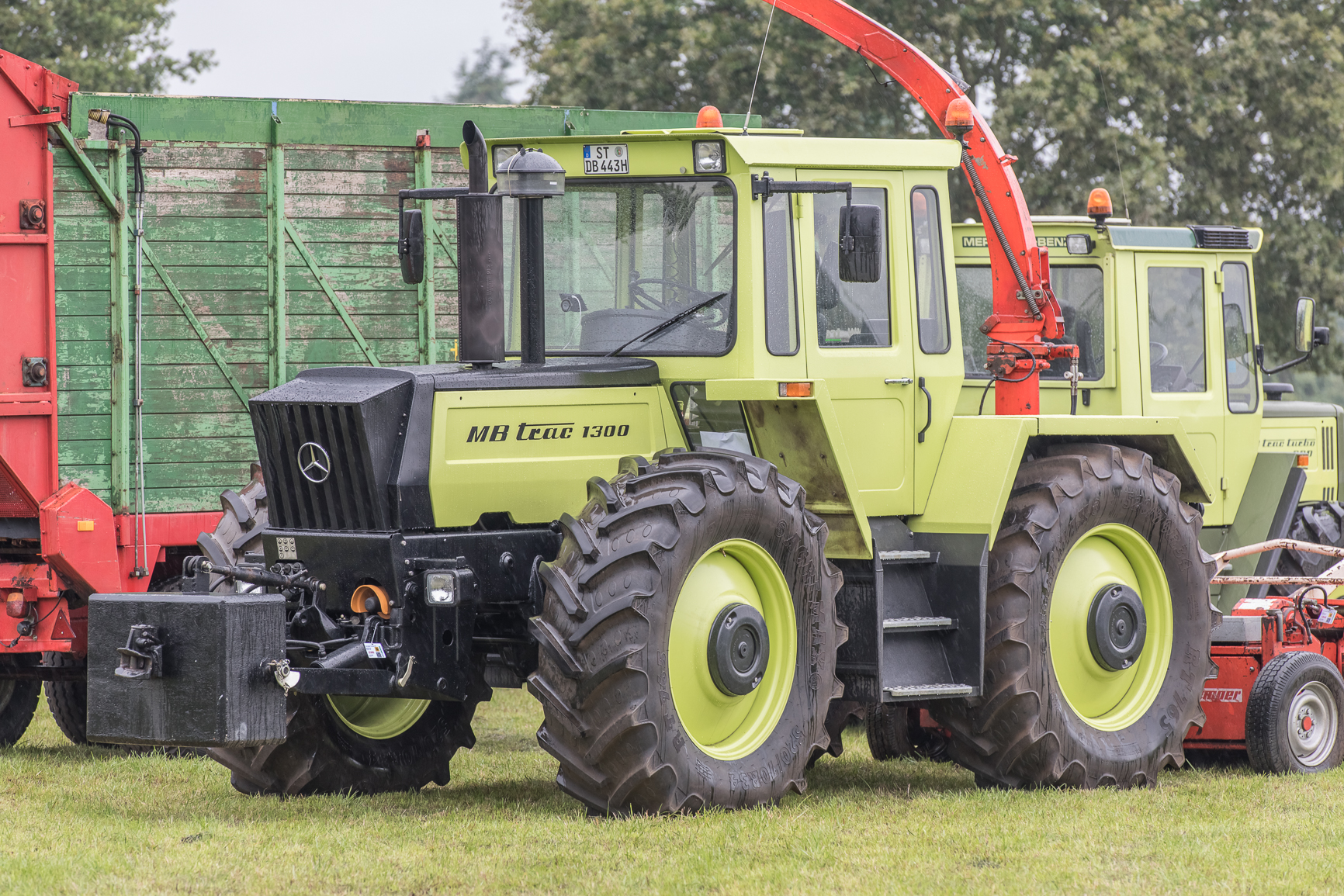
MB-trac 1300 (443.161) mit Anbauhäcksler. Auf der „Knicknase“ ist ein „Maisgrill“ montiert, um den Kühler vor Verschmutzung zu schützen.

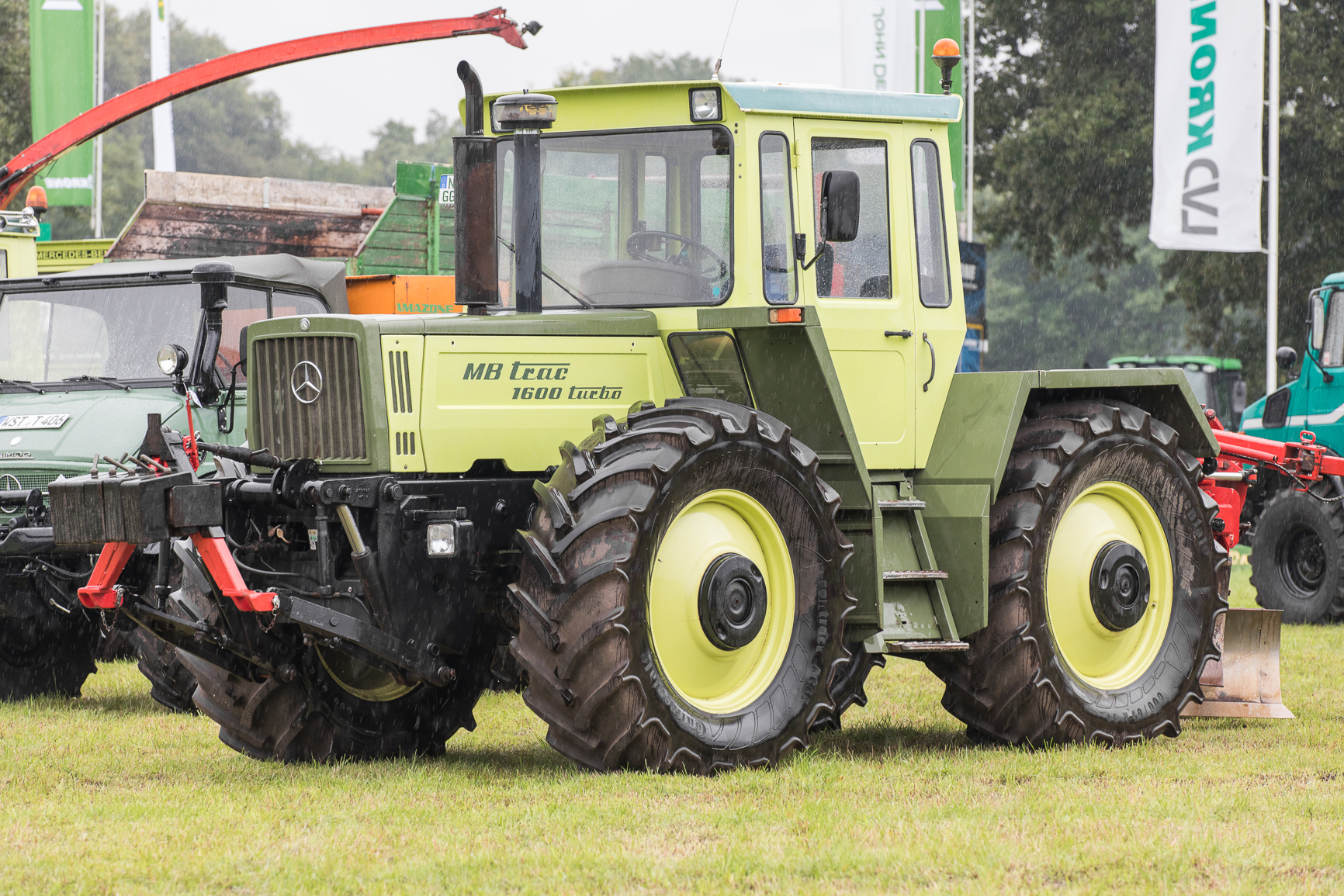
MB-trac 1600 turbo (443.166)

| Modell            | Baumuster (4)                       | Motortyp                | Hubraum in cm³ | Leistung in kW (PS) bei min−1                                     | Drehmoment in Nm bei min−1                                | Bauzeit   | Stückzahl |
| ----------------- | ----------------------------------- | ----------------------- | -------------- | ----------------------------------------------------------------- | --------------------------------------------------------- | --------- | --------- |
| MB-trac 65/70     | 440.161                             | OM 314.VIII             | 3782           | 48 (65) 2400                                                      | 216 1600                                                  | 1973–1976 | 2714      |
| MB-trac 700       | 440.162                             | OM 314.L III            | 3782           | 48 (65) 2400                                                      | 216 1600                                                  | 1975–1980 | 1364      |
| MB-trac 700 S     | 440.162 N (1) 440.162 S (2)         | OM 314.VIII             | 3782           | 48 (65) 2400                                                      | 216 1600                                                  | 1980–1982 | 1364      |
| MB-trac 700 K     | 440.162 K (3)                       | OM 314.L II             | 3782           | 55 (75) 2600                                                      | 245 1600                                                  | 1980–1982 | 1364      |
| MB-trac 800       | 440.163 440.163 N (1) 440.163 S (2) | OM 314.VIII OM 314.L II | 3782           | 53 (72) 2550 ab 06/79 bzw. ab Motor-End-Nr. 338 402: 55 (75) 2600 | 221 1600 ab 06/79 bzw. ab Motor-End-Nr. 338 402: 245 1600 | 1975–1982 | 8717      |
| MB-trac 900       | 440.164 440.164 N (1) 440.164 S (2) | OM 314 A.I/1            | 3782           | 63 (85) 2400                                                      | 294 1600                                                  | 1981–1982 | 1090      |
| MB-trac 700 G     | 440.167 N (1) 440.167 S (2)         | OM 314.L III            | 3782           | 48 (65) 2400                                                      | 226 1400                                                  | 1982–1987 | 1569      |
| MB-trac 700 K     | 440.167 K (3)                       | OM 314.L II             | 3782           | 55 (75) 2600                                                      | 235 1700                                                  | 1982–1987 | 1569      |
| MB-trac 800       | 440.168 440.168 N (1) 440.168 S (2) | OM 314.L II             | 3782           | 55 (75) 2600                                                      | 235 1700                                                  | 1982–1987 | 1990      |
| MB-trac turbo 900 | 440.169 440.169 N (1) 440.169 S (2) | OM 314 A.I/1            | 3782           | 63 (85) 2400                                                      | 294 1600                                                  | 1982–1987 | 3277      |
| MB-trac 700 G     | 440.171                             | OM 364.V                | 3972           | 50 (68) 2400                                                      | 235 1800–1900                                             | 1987–1991 | 899       |
| MB-trac 700 K     | 440.171                             | OM 364.VI               | 3972           | 57 (78) 2400                                                      | 263 1500–1800                                             | 1987–1991 | 899       |
| MB-trac 800       | 440.172                             | OM 364.VI               | 3972           | 57 (78) 2400                                                      | 263 1500–1800                                             | 1987–1991 | 835       |
| MB-trac 900 turbo | 440.173                             | OM 364 A.II/1           | 3972           | 66 (90) 2400                                                      | 313 1400–1800                                             | 1987–1991 | 2148      |

| Modell       | Baumuster (4)                       | Motortyp       | Hubraum in cm³ | Leistung in kW (PS) bei min−1 | Drehmoment in Nm bei min−1 | Bauzeit   | Stückzahl |
| ------------ | ----------------------------------- | -------------- | -------------- | ----------------------------- | -------------------------- | --------- | --------- |
| MB-trac 1000 | 441.161 441.161 N (1) 441.161 S (2) | OM 352.XVIII/1 | 5675           | 70 (95) 2400                  | 324 1700                   | 1982–1987 | 4346      |
| MB-trac 1000 | 441.162                             | OM 366.XV      | 5958           | 74 (101) 2400                 | 350 1500–1800              | 1987–1991 | 2613      |
| MB-trac 1100 | 441.163                             | OM 366.XVI     | 5958           | 81 (110) 2400                 | 375 1500–1800              | 1987–1991 | 1283      |

| Modell                   | Baumuster (4)                        | Motortyp                          | Hubraum in cm³ | Leistung in kW (PS) bei min−1                                         | Drehmoment in Nm bei min−1                                | Bauzeit   | Stückzahl |
| ------------------------ | ------------------------------------ | --------------------------------- | -------------- | --------------------------------------------------------------------- | --------------------------------------------------------- | --------- | --------- |
| MB-trac 1100             | 442.161 442.161 S (2) 442.161 SB (5) | OM 352.XIX                        | 5675           | 81 (110) 2600                                                         | 363 1700                                                  | 1976–1984 | 551       |
| MB-trac 1100             | 443.160 443.160 S (2) 443.160 SB (5) | OM 352.XIX                        | 5675           | 81 (110) 2600                                                         | 363 1700                                                  | 1984–1987 | 72        |
| MB-trac 1300             | 443.161 443.161 S (2) 443.161 SB (5) | OM 352 A.VII OM 352 A.L IV/5      | 5675           | 92 (125) 2600 ab Motor-End-Nr. 694 800: 92 (125) 2500                 | 392 1600 ab Motor-End-Nr. 694 800: 412 1700               | 1976–1987 | 2908      |
| MB-trac 1500             | 443.162 443.162 S (2) 443.162 SB (5) | OM 352 A.L III/3 OM 352 A.L III/5 | 5675           | 110 (150) 2500 ab 03/82 bzw. ab Motor-End-Nr. 695 641: 110 (150) 2400 | 499 1600 ab 03/82 bzw. ab Motor-End-Nr. 695 641: 510 1500 | 1979–1987 | 2855      |
| MB-trac 1300 turbo       | 443.163                              | OM 366 A.IV/1                     | 5958           | 92 (125) 2400                                                         | 425 1600–1800                                             | 1987–1991 | 474       |
| MB-trac 1400 turbo       | 443.164                              | OM 366 A.V/1                      | 5958           | 100 (136) 2400                                                        | 470 1600–1800                                             | 1987–1991 | 398       |
| MB-trac 1600 turbo       | 443.166                              | OM 366 A.VI/1                     | 5958           | 115 (157) 2400                                                        | 530 1500–1600                                             | 1987–1991 | 1070      |
| MB-trac 1800 intercooler | 443.166                              | OM 366 A.VI/1 (6)                 | 5958           | 132 (180) 2400                                                        | 645 1600–1800                                             | 1990–1991 | 190       |